# 神奈川中央交通厚木営業所

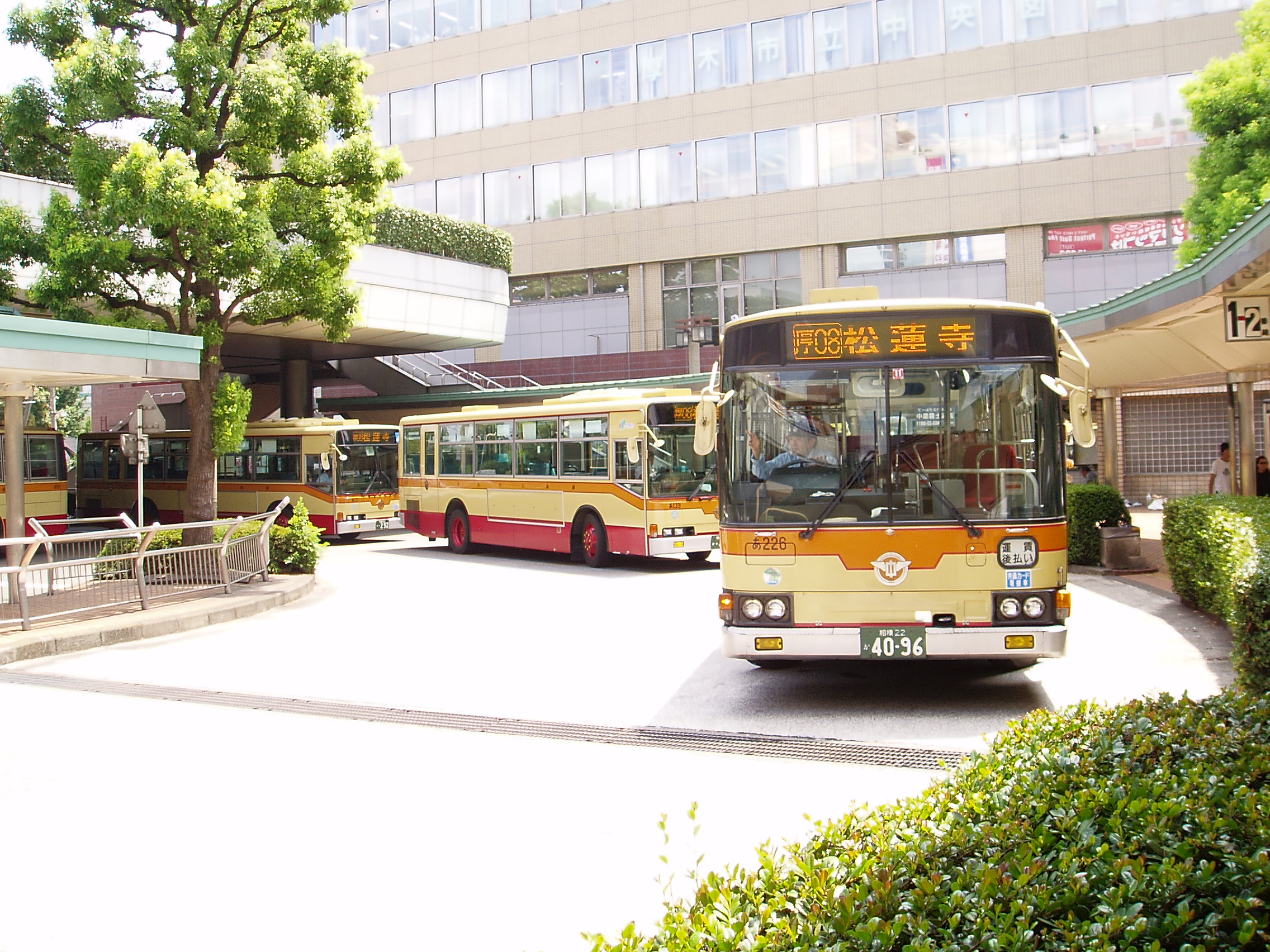
厚木バスセンター

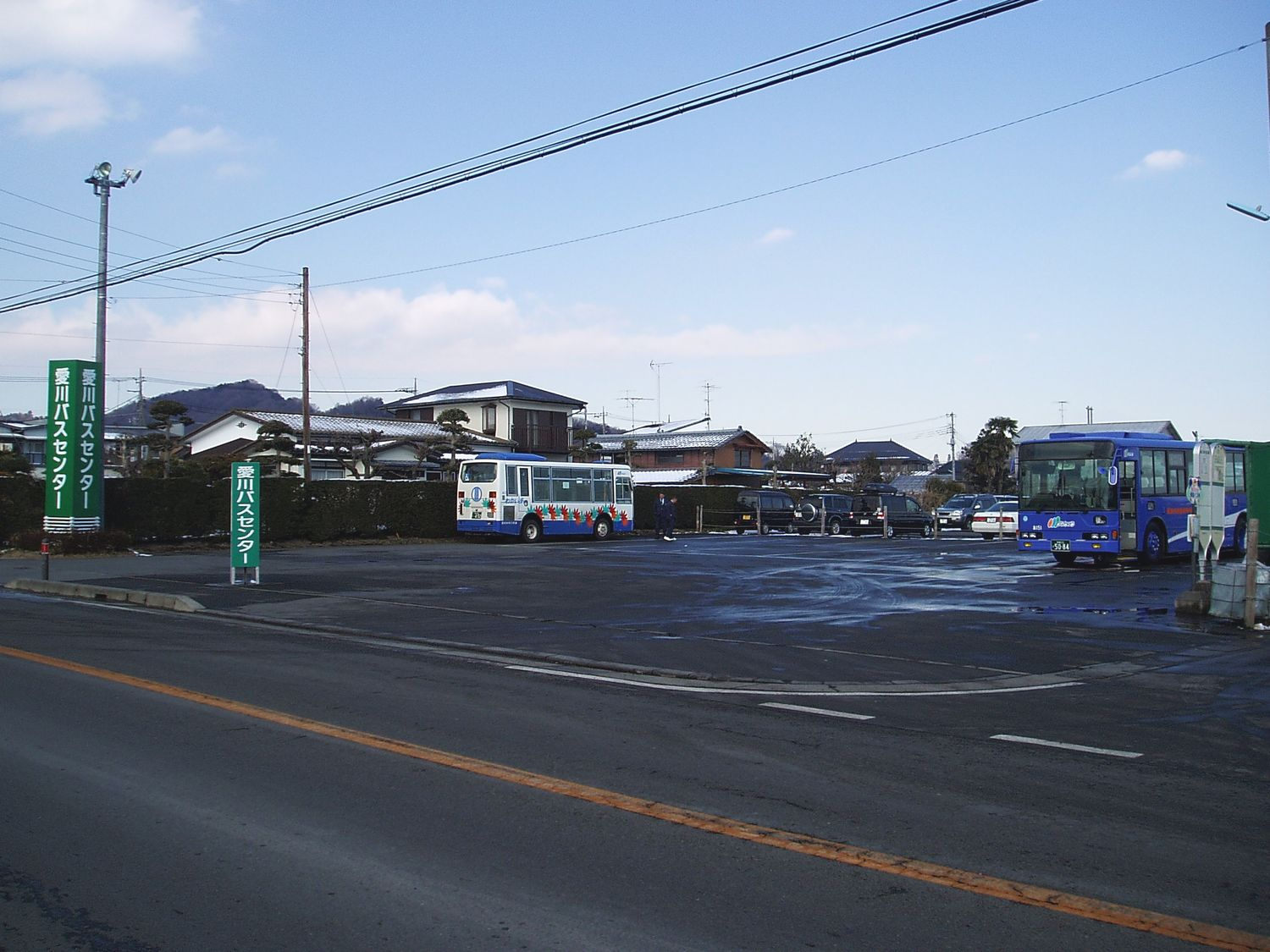
愛川バスセンター

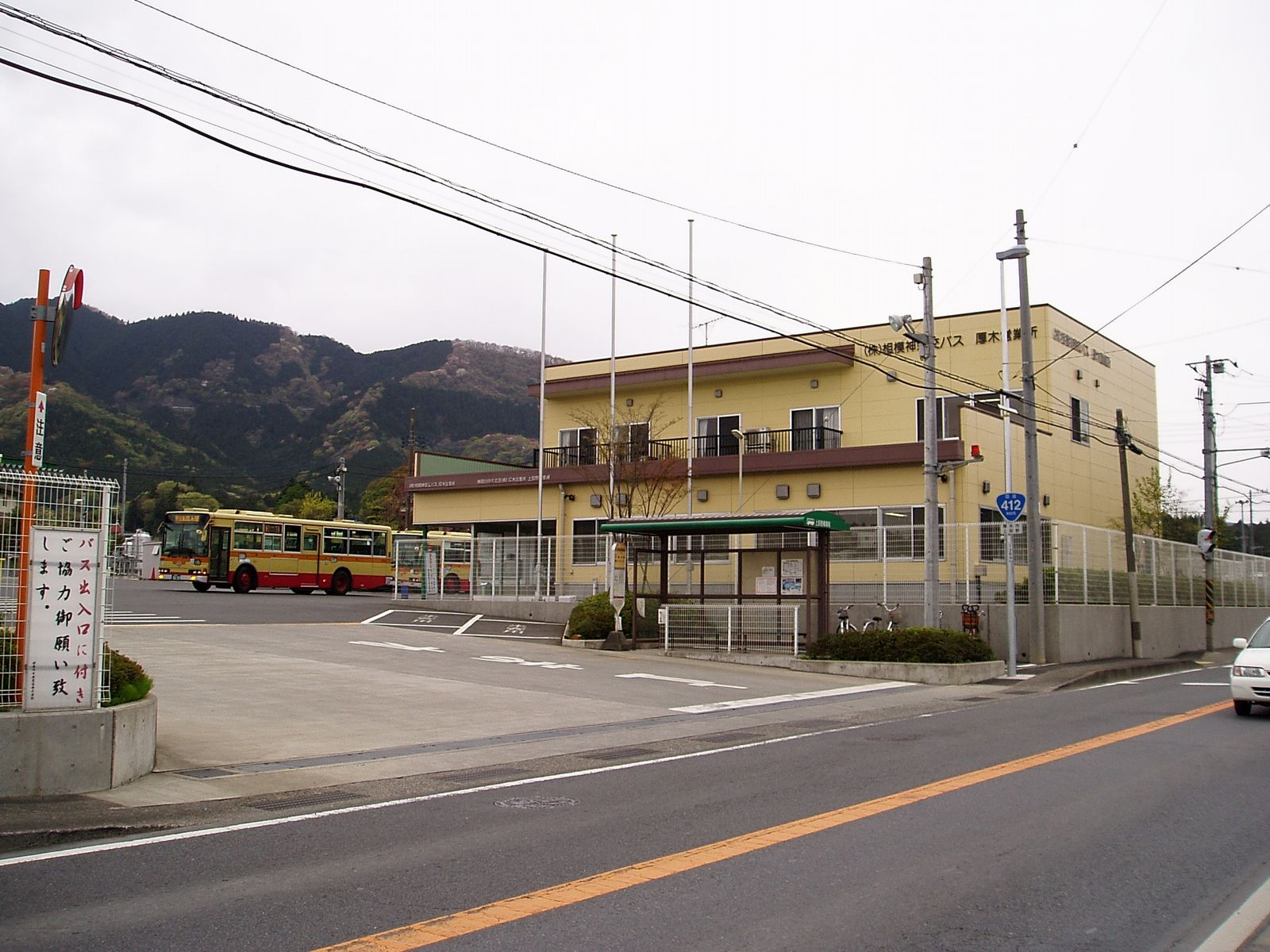
上荻野車庫

神奈川中央交通厚木営業所（かながわちゅうおうこうつうあつぎえいぎょうしょ）は、神奈川県厚木市及川にある神奈川中央交通の営業所。営業所略号は「あ」を使用している。最寄バス停留所は「松蓮寺（しょうれんじ）」。
かつては直営の営業所だったが、神奈川中央交通グループの乗合バス事業再編に伴い、2017年12月16日より神奈川中央交通東へ運行管理を全面的に委託している。
厚木市を中心に愛川町・清川村の大半と海老名市、相模原市へ乗り入れる。愛川町のコミュニティバス「愛川町内循環バス」も運行受託するほか、かつては清川村営バス「ゆめバス」も運行受託していた。
厚木営業所の本所（松蓮寺）は古く手狭であるため、近隣の厚木市三田916に所在する厚木営業所下荻野操車所（下荻野車庫、北緯35度28分25.1秒 東経139度20分49.2秒）に車両が分散して配置されているほか、休憩などで用いられる。

## 神奈川中央交通厚木北営業所
神奈川中央交通厚木北営業所（かながわちゅうおうこうつうあつぎきたえいぎょうしょ）は、神奈川県厚木市上荻野3596-1にある神奈川中央交通の営業所。営業所略号は「き」を使用している。最寄バス停留所は「上荻野車庫前」。
神奈川中央交通東時代には同社に運行管理を全面的に委託していた。
2017年1月1日の神奈川中央交通グループの乗合バス事業再編以前までは、神奈川中央交通厚木営業所上荻野操車所であり、旧・相模神奈交バス厚木営業所に委託されていた。
事業再編および子会社社名変更に伴い旧・相模神奈交バス厚木営業所が「厚木北営業所」に改称され独立したが、成り立ちから大半の路線が厚木営業所と共管であるなど密接な関係であるため、この厚木北営業所についても本記事にて記述する。

## 歴史

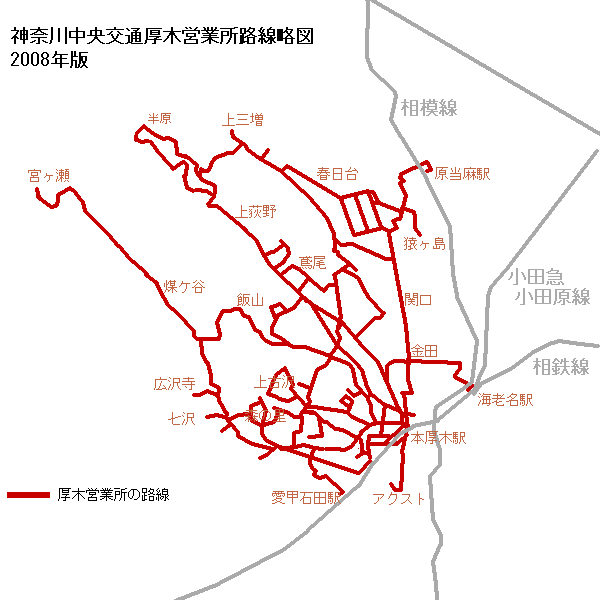
2008年度の厚木営業所路線概略図

### 沿革
2010年当時の厚木営業所管内に乗合自動車が走り始めたのは、1919年に本田綱次という人物が合資会社を設立し、厚木と平塚を結ぶ路線を開業させたものに端を発する。当時は6人乗りの車両で、乗用車に近い大きさだった。1921年には厚木町（当時）の川井熊吉らによって厚木と横浜を結ぶ路線が開設されたが、1923年には「中央相武自動車」に譲渡された。同年には厚木と藤沢を結ぶ「片瀬自動車商会」、厚木と戸塚を結ぶ「鶴屋自動車商会」の路線が相次いで開業している。
関東大震災直前の1920年に、本田綱次の合資会社と合併して厚木と平塚を結ぶ路線を運行することになった相模自動車は、震災後に厚木から半原（愛川町）・橋本（相模原市）を経由して八王子に至る路線の運行を開始、さらに1925年1月から厚木と田名（相模原市）を結ぶ「相北自動車商会」をはじめとして、厚木を拠点とする事業者が数社設立されることになった。
1931年以降、片瀬自動車商会と他2社が合併して設立された藤沢自動車は、厚木を中心に北方面への路線を運行している事業者を合併して、路線エリアの拡充を図った。藤沢自動車は1937年に京王電気軌道の傘下に入ることになるが、その後も八王子や津久井へ営業エリアを拡大していった。一方、厚木以南の路線の事業者も統合が進み、東海道乗合自動車による運行となった。
第二次世界大戦中の1944年に、鉄道省通牒による戦時統合により、藤沢自動車、東海道自動車および伊勢原自動車は合併することとなり、神奈川中央乗合自動車が成立した。当営業所はこの時に開設されている。
第二次世界大戦終了後の復興が一段落した1950年代は山間集落への路線展開が進められた。1960年代に入ると、当営業所エリアにもベッドタウン化の波が押し寄せた。尼寺原団地（緑ヶ丘）・鳶尾団地などの大規模団地が造成され、団地へ乗り入れる路線を新設した。また、この時期に東京写真大学（当時）が市内に設置され、通学路線バスの運行も開始された。1970年代には、厚木市内に毛利団地（毛利台団地）、吾妻団地や松蔭台（まつかげ台）が造成され、幾徳工業大学（当時）も設置されたほか、隣接する愛川町にも内陸工業団地・春日台団地が造成された。さらに、1980年代に入ると、厚木市七沢（当時）に森の里住宅が造成され、近隣に青山学院大学や各社の研究所などが設置されることになった。これらに対応し、次々と路線展開を進めていった結果、1985年度には所属台数が200台を超え、神奈中でも最大級の営業所となった。
しかし、バブル景気崩壊後の1990年代後半以降、消費の低迷や少子化などの影響でバス利用者は減少傾向となったため、当営業所エリアでも路線の改廃が行なわれた。その一方で、行政との連携による公共交通維持・復権にも積極的に取り組み、2005年にはバスロケーションシステムが導入され、2008年からは連節バスの運行も開始されている。

### 年表
- 1944年6月16日 - 藤沢自動車・東海道乗合自動車の合併により神奈川中央乗合自動車厚木営業所が開設。
- 1951年6月29日 - 社名変更により神奈川中央交通厚木営業所となる。
- 1953年10月31日 - 貸切営業所を併設。
- 1957年10月15日 - 車両工場が竣工。
- 1959年7月9日 - 本厚木駅前に営業所社屋が完成、営業所を移転。
- 1966年
  - 10月1日 - 管内で整理券方式によるワンマン運転を開始。
  - 12月10日 - 厚木市及川に新整備工場が完成。
- 1967年2月25日 - 厚木市上荻野に上荻野操車所が完成、稼動。
- 1972年7月28日 - 厚木市及川に営業所社屋が完成、営業所を本厚木駅前から移転。
- 1973年8月21日 - 本厚木駅前の旧営業所敷地を活用した商業ビルが完成。
- 1979年5月21日 - 神奈川中央交通で初となる冷房車の運行を開始。
- 1982年5月16日 - 半原操車所廃止。2004年まで津久井営業所の車両の待機場として使用。
- 1984年10月16日 - 厚木バスセンター供用開始。
- 1987年10月6日 - 愛甲石田駅ターミナル完成による路線再編。厚45・愛19で乗り入れ。なお、厚木バスセンターから愛甲石田駅発着に振り替えられた路線は大半が伊勢原担当となったため、一部車両が伊勢原へ転属。
- 1988年9月26日 - バスカード利用開始。
- 1989年12月22日 - 新宿駅発本厚木駅行きの深夜急行バスを運行開始。
- 1990年7月5日 - 盛岡 - 横浜線の夜行高速バスを、岩手県交通と共同で運行開始。
- 1992年3月16日 - 厚木トラベルセンターを開設。
- 1993年
  - 4月2日 - 本厚木駅構内にバス案内システムを整備、使用開始。
  - 11月4日 - 本厚木駅駅前ビルの改築が完了。「ミロード2」が入居し、1階にサービスセンターを移転、高速バス利用者用待合室を設置。
- 1994年9月26日 - 下荻野操車所の運用を開始。相武台駅サービスセンター開設。
- 1995年7月17日 - 愛川町循環バスの受託運行を開始。
- 1997年1月16日 - 臨時バスに対応した車両としてワンロマ車「ブルーイエローバス」を導入。
- 1998年1月19日 - 管内でバス共通カードに対応。
- 1999年
  - 2月1日 - 厚木バスセンター - 七沢温泉・広沢寺温泉・上谷戸の各系統を湘南神奈交バス平塚営業所へ移管。海老名駅東口発着系統のうち、厚51以外を藤沢神奈交バス大和営業所へ移管。
  - 11月21日 - 相武台前駅起点の各系統を相模原へ移管。厚80は海14に変更、厚81・83を廃止し、相武台下駅発着の厚木担当路線が消滅。
- 2000年3月16日 - 海老名駅発着の海14・台03を藤沢神奈交バス大和営業所へ移管。
- 2001年
  - 4月1日 - 相模神奈交バス厚木営業所の営業開始に伴い、一部路線の運行委託開始。厚木バスセンター - 七沢温泉・広沢寺温泉・上谷戸の各系統も湘南神奈交バス平塚営業所から移管、そのまま相模神奈交バスが受託。
  - 月日不明 - 上溝駅バスターミナル完成に伴い、厚78が乗入れ開始。
- 2001年10月 - 深夜急行バスを平塚へ移管。
- 2002年10月16日 - 管内での路線整理が行なわれ、厚03・51・82・92・98・101・半73が廃止。
- 2003年
  - 3月3日 - まつかげ台発着の全路線がみはる野経由に経路変更。
  - 4月1日 - 青山学院大学厚木キャンパスの閉鎖などによる変更を受けての大幅な路線再編。夜行高速バスを湘南平塚へ移管（ただし岩手県交通車は引き続き厚木営業所に出入庫）、相模原駅・上溝駅への乗入れ路線が消滅したが、原当麻駅への乗り入れ開始で相模原市内への乗り入れ路線自体は存続となった。
  - 4月1日 - この日までに全車両の方向幕がLED化された。
  - 4月1日 - 清川村営バスの受託運行を開始。
- 2005年
  - 2月1日 - 全路線で「厚木市バス運行情報システム（GPSによるバスロケーションシステム）の運用開始。
  - 3月27日 - 運賃箱を小田原機器のRX-FANに交換。
  - 4月1日 - 相模神奈交バス厚木営業所が移転（上荻野操車所を全面的に管理委託）。厚木バスセンター - 七沢温泉・広沢寺温泉・上谷戸の各系統は運行委託を解除、直轄路線となる。
  - 9月12日 - 神奈中最後の長尺車（あ177）がこの日限りで登録抹消。
- 2006年
  - 月日不明 - 全車両の放送装置をクラリオン製の音声合成放送装置に交換。
  - 5月1日 - 清川村営バスの土曜・休日運行が廃止、平日運行となる。
  - 12月1日 - 道路付け替えに伴い、この日限りで「戸室大井」停留所が廃止。
  - 12月16日 - 厚109の経路を湘北短期大学経由に変更。「上谷戸」停留所を「七沢」に変更。
- 2008年
  - 2月4日 - 厚105にて連節バス「ツインライナー」の運用を開始。
  - 12月21日 - 管内全路線にてPASMO運用開始。
- 2009年
  - 4月26日 - 宮ヶ瀬湖シャトルバスの運行を終了。以後の運行は宮ヶ瀬ダム周辺振興財団に継承。
  - 12月24日 - 厚08に連節バス「ツインライナー」を導入。
- 2010年9月27日 - 厚16・19・20の各系統の一部便において、バス前面に自転車の搭載が可能な「自転車ラックバス」の実験運行を開始[4]。2011年3月31日まで実施され[5]、その後本格運行に移行した[6]。
- 2014年3月24日 - 愛川町循環バスを除く管轄全路線で、乗降方法を「前乗り・前降り」から「中乗り・前降り」に変更[7]。
- 2017年
  - 1月1日 - 神奈川中央交通グループの乗合バス事業再編に伴い[8][9]、上荻野操車所（相模神奈交バス厚木営業所）を神奈川中央交通東・厚木北営業所[9]に変更し、厚木営業所から分離。
  - 12月16日 - 神奈川中央交通グループの乗合バス事業再編に伴い[2][3]、神奈川中央交通東の営業所となった[3]。

## 現行路線
管轄路線網の最大の特徴として、以下の3つが挙げられる。
1. 路線の大半が小田急小田原線本厚木駅（厚木バスセンター）を起終点としており、各路線が放射線状に広がっている。
2. 各方面の路線がいずれも比較的長距離であり、相武台前駅などの他営業所管内まで乗り入れていたものが短縮された路線もある。
3. 沿線に高校や大学のキャンパス、企業の施設、大規模な団地が点在し、本数が多く設定されている路線が多い。

本厚木駅または厚木バスセンターから厚木市内各地へ放射線状に広がっている路線網はいずれも比較的長距離で、依知（厚木市）・中津（愛川町）からは海老名駅発着路線も存在している。長距離路線には遅延や利用客の減少によって路線の分割や減便、廃止が実施される場合が多いが、厚木営業所管内の路線においては比較的長距離であっても沿線に団地や大学のキャンパス、企業の施設などが所在する関係から運行本数が多めに設定されている。
厚木営業所では、2番目に取り上げた「他営業所管内まで乗り入れた路線」のように特に長距離の路線が存在していたのも特徴である。なかでも相武台前駅発着路線は、1999年11月に実施された相模原営業所管内のダイヤ改正で麻溝車庫が開設されるまでは当営業所の路線が発着していた。相武台前駅周辺は神奈川県相模原市で本来なら相模原営業所の担当と思われがちだが、麻溝車庫の開設までは相模原市内唯一の車庫だった「峡の原（はけのはら）車庫」が相武台前駅から15kmも離れているため、当時本厚木駅 - 相武台前駅間を担当していた当営業所が担当していたものである。
「愛川バスセンター」とは、愛川町が整備したバス折返場で、愛川町役場と同一停留所扱いのために正規停留所とはみなされていないが、愛川町内循環バスをはじめ、愛川町役場を発着する一般路線バスについては、循環バスの愛川・高峰ルートを除いて全てここで折り返す交通の結節点として機能している。なお、愛川町役場 - 愛川バスセンター間のみの乗降は出来ず、あくまでも同一停留所扱いとされている。ただし、中津方面からの愛川町役場行き（厚66・海09）は愛川町役場でも乗降を行うほか、厚59・60・96は停車しない。2014年3月31日までは行先も「愛川町役場行」と案内していたが、同年4月1日より「愛川バスセンター行」と案内している。
以下に現行路線を紹介していくが、ほぼ同じ方面に行く系統はまとめて紹介する。また本稿では、起終点が同一で途中経由地が異なる場合は主要停留所を太字で表す。

### 市立病院経由半原・鳶尾団地・まつかげ台・神奈川工科大学方面
| 半原折返場 |  | 鳶尾団地折返場 (あ064) |
| 半原折返場 |  | 鳶尾団地折返場 (あ064) |

| 神奈川工科大学 (あ0103) |  | 「ツインライナー」使用の厚08急行便 (あ202) |
| 神奈川工科大学 (あ0103) |  | 「ツインライナー」使用の厚08急行便 (あ202) |

| 厚06深夜便 (あ27) |  | リコー厚木事業所 (あ4) |
| 厚06深夜便 (あ27) |  | リコー厚木事業所 (あ4) |

#### 上荻野車庫・半原方面
- 厚01：厚木バスセンター - 本厚木駅 - 市立病院前 - 松蓮寺 - 荻野新宿 - 上荻野車庫前 - 清雲寺入口 - 野外センター - 半原
- 厚01：本厚木駅 → 市立病院前 → 松蓮寺 → 荻野新宿 → 上荻野車庫前 → 清雲寺入口 → 野外センター → 半原
- 厚02：厚木バスセンター - 本厚木駅 - 市立病院前 - 松蓮寺 - 荻野新宿 - 上荻野車庫前 - 田代 - 半原
- 厚02：本厚木駅 → 市立病院前 → 松蓮寺 → 荻野新宿 → 上荻野車庫前 → 田代 → 半原
- 厚03：厚木バスセンター → 本厚木駅 → 市立病院前 → 松蓮寺 → 荻野新宿 → 上荻野車庫前 → 田代 → 半原 → 野外センター → 清雲寺入口
- 厚101（急行）：厚木バスセンター - 本厚木駅 - 愛光病院前 - 天台上野原 - 新道公所 - 上荻野車庫前 - 清雲寺入口 - 野外センター - 半原（土曜・休日運休）

#### 鳶尾団地・まつかげ台方面
- 厚05：厚木バスセンター ← 本厚木駅 - 市立病院前 - 松蓮寺 - 荻野新宿 - 公所 - みはる野 - まつかげ台（土曜・休日運休）
- 厚06：厚木バスセンター ← 本厚木駅 - 市立病院前 - 松蓮寺 - 荻野新宿 - 公所 - 鳶尾団地（土曜・休日運休）
- 厚06：本厚木駅 → 市立病院前 → 松蓮寺 → 荻野新宿 → 公所 → 鳶尾団地（深夜バス）（土曜・休日運休）
- 厚12：厚木バスセンター - 本厚木駅 - 市立病院前 - 松蓮寺 - 荻野新宿 - 公所 - 鳶尾団地 - みはる野 - まつかげ台
- 厚12：本厚木駅 → 市立病院前 → 松蓮寺 → 荻野新宿 → 公所 → 鳶尾団地 → みはる野 → まつかげ台
- 厚13（急行）：厚木バスセンター - 本厚木駅 - 愛光病院前 - 天台上野原 - 新道公所 - 鳶尾団地 - みはる野 - まつかげ台（土曜・休日運休）

#### 神奈川工科大学方面
- 厚07：厚木バスセンター - 本厚木駅 - 市立病院前 - 松蓮寺 - 荻野新宿 - 神奈川工科大学前 - リコー前 - 才戸橋 - あつぎ郷土博物館
- 厚07：本厚木駅 → 市立病院前 → 松蓮寺 → 荻野新宿 → 神奈川工科大学前 → リコー前 → 才戸橋 → あつぎ郷土博物館
- 厚67（急行）：厚木バスセンター → あつぎ大通り → 神奈川工科大学（一般路線車、記載停留所のみ停車）（日曜・休日および休校日運休）
- 厚67（急行）：厚木バスセンター →（直行）→ 神奈川工科大学（ツインライナー）（土曜・休日および休校日運休）
- 厚67（急行）：神奈川工科大学 →（直行）→ 本厚木駅 → 厚木バスセンター（記載停留所のみ停車）（日曜・休日および休校日運休）
- 厚89：厚木バスセンター - 本厚木駅 - 市立病院前 - 松蓮寺 - 荻野新宿 - 神奈川工科大学前 - リコー厚木事業所前 - 西四ツ谷 - 鳶尾団地
- 厚89：本厚木駅 → 市立病院前 → 松蓮寺 → 荻野新宿 → 神奈川工科大学前 → リコー厚木事業所前 → 西四ツ谷 → 鳶尾団地

#### 出入庫系統
- 厚04：厚木バスセンター - 本厚木駅 - 市立病院前 - 松蓮寺 - 荻野新宿 - 上荻野車庫前（日曜・休日運休）
- 厚04：本厚木駅 → 市立病院前 → 松蓮寺 → 荻野新宿 → 上荻野車庫前（土曜・休日運休）
- 厚04：上荻野車庫前 → 荻野新宿 → 松蓮寺 → 市立病院前 → 本厚木駅
- 厚08：厚木バスセンター - 本厚木駅 - 市立病院前 - 松蓮寺
- 厚08：本厚木駅 - 市立病院前 - 松蓮寺
- 厚08（急行）：松蓮寺 → 中村入口 → 本厚木駅 → 厚木バスセンター（ツインライナー、記載停留所のみ停車）（土曜・休日運休）
- 厚10：厚木バスセンター → 本厚木駅 → 市立病院前 → 松蓮寺 → 荻野新宿 → 公所 → みはる野 → まつかげ台 → 上荻野車庫前（平日運休）
- 厚11：本厚木駅 → 市立病院前 → 松蓮寺 → 荻野新宿 → 公所 → 鳶尾団地 → みはる野 → まつかげ台 → 上荻野車庫前（深夜バス）（土曜・休日運休）

#### その他の路線
- 厚09：厚木バスセンター - 本厚木駅 - 市立病院前 - そりだハイツ前 - 三田十日市場 - 宿原入口
- 厚66：厚木バスセンター - 本厚木駅 - 市立病院前 - 上三田 - 才戸橋 - 桜台 - 中津 - 愛川バスセンター
- 厚94：厚木バスセンター ← 本厚木駅 - 市立病院前 - 松蓮寺 - 荻野新宿 - 公所 - 荻野運動公園 - 宮の里（平日・休日運休）
- 厚108（急行）：本厚木駅 - 西四ツ谷 - リコー厚木事業所前（記載停留所のみ停車）

前身となる相模自動車が、1923年に厚木から半原（はんばら）・橋本を経由して八王子に向かう路線を開設したのが起源で、路線名は「半原線」だった。これは平塚駅 - 本厚木駅 - 半原の名称で当営業所管内では厚02が該当し、途中の田代も連絡運輸の指定駅扱いでかつては「愛甲田代駅」と称していた。国道412号線方面は団地や住宅地も多いため本数も全体的に多く、特に厚木営業所最寄りの「松蓮寺」までの区間便が1日120本程度あり、この区間は日中でも毎時10本は運行されているが、走行する区間の大半が片側一車線のために渋滞の影響を受けやすい。
主力は愛川町半原へ向かう厚01・02である。夜間便である厚03は両方の運行経路を合わせて利便性の向上を図ったもので、2008年2月4日に新設された。厚木バスセンターから「半僧坊前（はんそうぼうまえ）」までは同一経路だが、厚01は野外センター経由（行先表示は「センター」と省略して表示される）で国道412号線を走行し、厚02は田代経由で県道54号線を走行する。本厚木駅 - 半僧坊前間が同一経路の厚01・02を合わせると、日中20分間隔、土曜・休日ダイヤは日中30分間隔で運行されている。
鳶尾団地は厚木市内屈指の大規模団地で、厚木バスセンターから鳶尾地区とまつかげ台方面への路線も多数運行されている。鳶尾団地方面への主力は厚12で、2020年11月16日のダイヤ改正で厚05（厚木バスセンター - まつかげ台）が平日早朝、厚06（厚木バスセンター - 鳶尾団地）が平日早朝および深夜時間帯の鳶尾団地方向1便を残して厚12へ変更され、日中時間帯および土曜・休日の全便が鳶尾団地とまつかげ台の両方を経由するように変更されている。なお、鳶尾団地へは厚89（厚木バスセンター - 神奈川工科大学前 - 鳶尾団地）も存在するが、神奈川工科大学利用者の増加する時間帯では本数が増加する。
深夜バスは厚06・11が設定されており、夜間便の厚03と合わせて近年の終車運行区間延長の流れから路線延伸が行われている。また終電時間帯の帰宅利用者の利便性を考慮した運行区間が採用されており、鳶尾団地・まつかげ台を一度経由してから上荻野車庫方面へ向かう。どちらも本厚木駅を23:30以降に発車するダイヤとなっており、なかでも2023年2月まで運行されていた厚14は神奈川中央交通の深夜バス路線において最長距離を誇るために運賃も最高額で、半原までは1160円となっていた（2022年5月現在。半原までの運行開始当時は960円）が、半原を超えて野外センター方面へ向かった場合は、通常便（厚01）と運賃が合わせられていくため、車内の運賃表示額が減少していった。2023年2月27日のダイヤ改正によって、上荻野車庫前止まりの厚11へ代替廃止された。厚06の深夜バスは本厚木駅を24:52に発車するが、これは神奈川中央交通の一般路線バスにおいて発車時刻が最も遅い時間の一つとされ、小田急小田原線最終電車と接続して発車するために、鉄道の運行状況次第では発車時刻を遅らせる場合もある。
厚67は神奈川工科大学への直行系統で、神奈川工科大学構内に乗り入れる唯一の路線である。2011年10月3日より一部便に連接バス「ツインライナー」が導入された。一般路線車のみが往路で「あつぎ大通り」に停車するが、復路は一般路線車・ツインライナーとも本厚木駅のみ停車する直行として運行される。一般客も利用可能で、情報処理技術者試験実施日や大学でのイベント開催日には臨時便が多数運行されるが日曜・休日および休校日は全便が運休となる。
厚08は厚木営業所の出入庫で、2009年12月24日のダイヤ改正より平日早朝の本厚木駅方向は一部便が連接バス「ツインライナー」を用いた急行便として運行される。上荻野車庫が拠点とされる厚木北営業所の所属車両は厚04で出入庫を行うが、共同管轄路線のために運用の前後で厚08に充当され、厚木営業所での出入庫を行う場合もあり、その場合は下荻野操車場または上荻野車庫との間で回送される。
厚09は三家入口から三田地区を経由して宿原へ向かう路線で、2013年3月18日に新設された。厚66は宿原入口から分岐し、三田・桜台を経由して愛川バスセンターへ向かう路線で、厚木バスセンターと愛川町役場方面を結ぶ路線では唯一、国道129号を経由しない。桜台から愛川バスセンターまでは後述の厚64・海09と同一経路となる。厚07・厚89は荻野新宿から神奈川工科大学方面へ向かう路線で、リコー前までは同一経路を走行したのち分岐し、厚07はあつぎ郷土博物館、厚89は鳶尾団地へ向かう。
厚13・101の青色の区間はバイパス経由での運行で、どちらも土曜・休日は運休となる。厚108は1998年4月に新設されたリコー厚木事業所への乗客専用系統で「ブルーイエローバス」により運行され、前述の厚13・101と同様に速達性の観点からバイパスを走行し、鳶尾団地を通過後にリコー厚木事業所へ向かう。リコー厚木事業所の直前にある「西四ツ谷」停留所のみ停車し、本厚木駅から西四ツ谷までは一般者の利用も可能だが、終点のリコー停留所は敷地構内に位置するため関係者以外は利用できない。
上記路線のうち、厚09・66・67を除いた各系統においては始発から9:59までと深夜バスが本厚木駅始発となり、同時間帯の厚木バスセンター始発は存在しない。また、厚04・08の一部便は本厚木駅終着となるほか、厚05・06などは上り方向のみ厚木バスセンター終着となる。

### 合同庁舎経由東京工芸大学・上古沢・毛利台団地方面

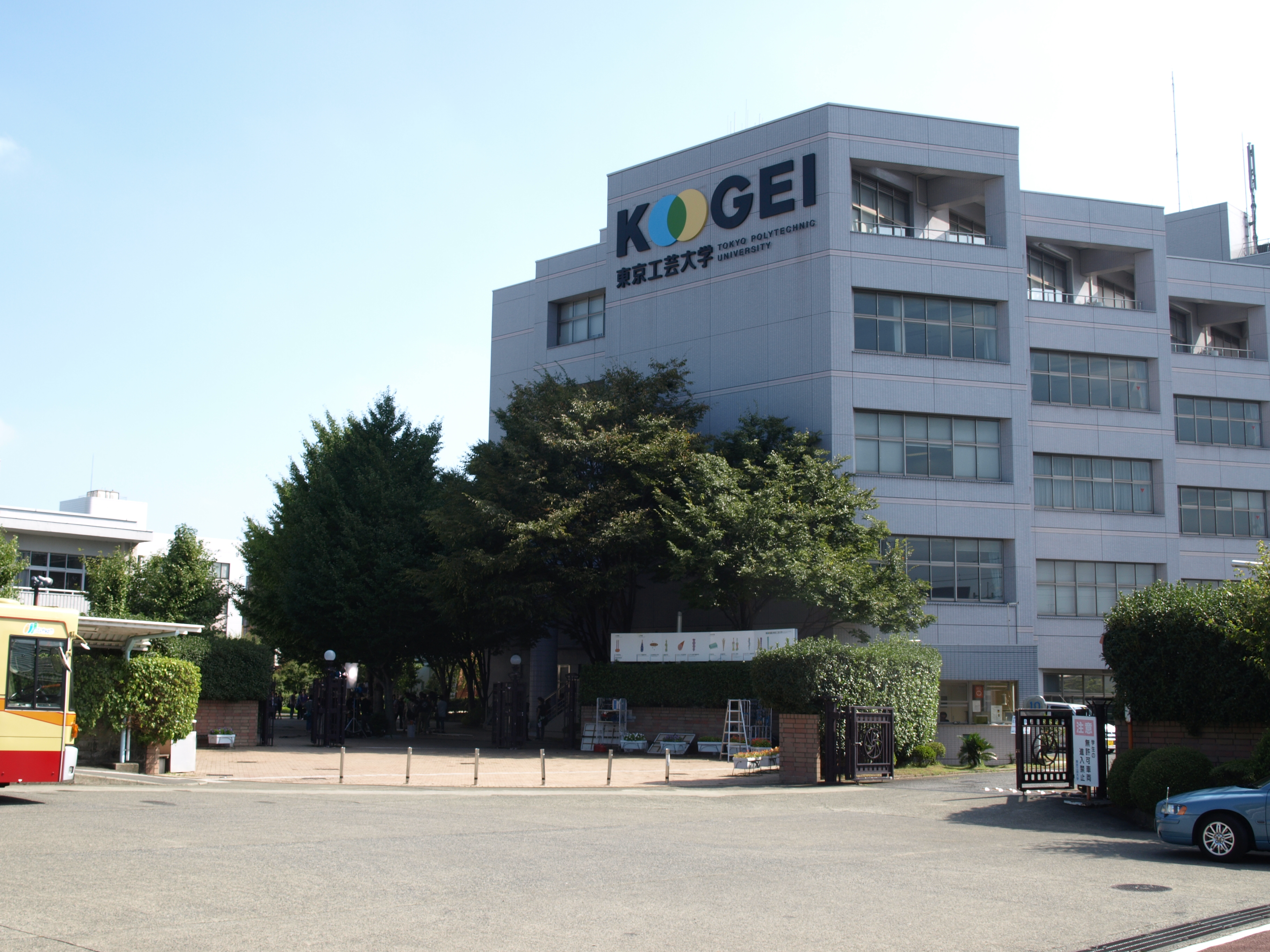
東京工芸大学厚木キャンパス

- 厚26：厚木バスセンター - 本厚木駅 - 合同庁舎前 - 黄金原 - 白山 - 六堂辻 - 東京工芸大学
- 厚26（急行）：厚木バスセンター →（直行）→ 東京工芸大学（土曜・休日および休校日運休）
- 厚27：古松台入口 → 六堂辻 → 白山 → 黄金原 → 合同庁舎前 → 本厚木駅（土曜・休日運休）
- 厚27：本厚木駅 → 合同庁舎前 → 黄金原 → 白山 → 六堂辻 → 古松台入口（深夜バス）（土曜・休日運休）
- 厚32：厚木バスセンター -（←本厚木駅）- 合同庁舎前 - 温水 - 高坪 - 愛名 - 白山 - 台ノ上 - 上古沢 - 上分 - 旗谷下（土曜・休日運休）
- 厚46：厚木バスセンター -（←本厚木駅）- 合同庁舎前 - 温水 - 高坪 - 愛名 - 白山 - 台ノ上 - 上古沢 - 上分（日曜・休日運休）
- 厚47：厚木バスセンター → 合同庁舎前 → 温水 → 高坪 → 毛利台団地 → 愛名 → 白山 → 台ノ上 → 上古沢 → 上分
- 厚47：上分 → 上古沢 → 台ノ上 → 白山 → 愛名 → 毛利台団地 → 高坪 → 温水 → 合同庁舎前 → 本厚木駅 → 厚木バスセンター（平日運休）
- 厚48：厚木バスセンター -（←本厚木駅）- 合同庁舎前 - 温水 - 高坪 - 毛利台団地

厚木バスセンターから合同庁舎前を経由し、東京工芸大学・上古沢・毛利台団地方面へ向かう路線群である。厚26急行便と厚32・46・47・48の往路便は本厚木駅を経由しない。主力は厚26の各停便で、早朝時間帯では土曜・休日を除いて急行便が設定されているが、この急行便の通常運行は往路のみで復路は東京工芸大学の入試期間中などを除くと一年に数回運行されるだけとなっており、ここでは往路のみ記述している。厚27は2008年11月4日のダイヤ改正で厚26の終車延長を深夜バスとして新設したもので、2009年12月4日には厚26の始発便を繰り上げる目的で復路が新設された。松蓮寺からの出庫便では東京工芸大学を経由しないため、「古松台入口」停留所は後述の愛24（愛甲石田駅 - 松蓮寺）と同様の県道63号線上となる。
厚32は、上古沢まで向かう厚29（旗谷経由）と旧・厚46（台ノ上経由）が厚木斎場の開場に合わせて2012年3月28日に試験的に循環化（台ノ上先回りが厚30、旗谷先回りが厚31）された際に、台ノ上・旗谷経由で循環区間終端の旗谷下まで運行する路線として新設された。循環運行は一年で終了して厚32は存続する一方で、厚32を旗谷下の一つ手前である「上分」（かみぶん）まで短縮した新・厚46を新設して現在に至る。上分止まりは厚木斎場の敷地内に降車場が設けられ、折返場も敷地内にある。厚32は平日に数便が設定されており、出入庫を兼ねている。
厚47・48は毛利台団地方面へ向かう路線で、当初から存在する厚48の路線延長として2018年10月15日に厚47が新設された。2021年9月10日のダイヤ改正で厚32は土曜・休日の運行が廃止され、厚48の一部が厚47へ変更されて台ノ上・上分方面への利便性が向上している。

### 合同庁舎経由神奈中リハビリ・七沢方面
| 厚33 (あ135) |  | 厚38は中型車限定 (あ19) |
| 厚33 (あ135) |  | 厚38は中型車限定 (あ19) |

- 厚33：厚木バスセンター -（←本厚木駅）- 合同庁舎前 - 温水 - 観音坂 - 小野橋 - 神奈川リハビリ - 七沢温泉入口 - 広沢寺温泉入口 - 七沢
- 厚34：厚木バスセンター -（←本厚木駅）- 合同庁舎前 - 温水 - 観音坂 - 小野橋 - 七沢温泉入口 - 広沢寺温泉入口 - 七沢
- 厚38：厚木バスセンター -（←本厚木駅）- 合同庁舎前 - 温水 - 観音坂 - 小野橋 - 神奈川リハビリ - 七沢温泉入口 - 七沢温泉 - 広沢寺温泉入口 - 広沢寺温泉
- 厚39：厚木バスセンター -（←本厚木駅）- 合同庁舎前 - 温水 - 観音坂 - 小野橋 - 神奈川リハビリ

大正末期から昭和初期までに六沢自動車商会によって厚木と七沢を結ぶ路線が運行されたのが起源で、同時期には七沢温泉自動車も営業を開始している。厚34を除いて神奈川リハビリテーション病院（通称「神奈川リハビリ」）に乗り入れる関係で、車椅子対応のスロープ板付きバスが比較的早い段階から優先的に導入され、全便ノンステップまたはワンステップバスでの運行となった。1993年頃までは七沢温泉・広沢寺温泉に乗り入れる便は少なく、神奈川リハビリで両路線の乗り継ぎを行う形態だった。全ての系統で復路のみ本厚木駅を経由する。
広沢寺温泉入口 - 広沢寺温泉間ではフリー乗降区間となっている。

### 金田神社経由愛川町・半原・猿ヶ島・原当麻駅方面
| 上三増折返場 (あ074) |  | 春日台団地 (あ072) |
| 上三増折返場 (あ074) |  | 春日台団地 (あ072) |

| 厚59 (あ152) |  | 厚60 (あ0125) |
| 厚59 (あ152) |  | 厚60 (あ0125) |

- 厚59：厚木バスセンター - 鮎津橋 - 金田神社前 - 桜台 - 中津 - 愛川町役場 - 三増 - 田代坂上 - 半原
- 厚59：半原 → 田代坂上 → 三増 → 愛川町役場 → 中津 → 桜台 → 金田神社前 → 鮎津橋 → 本厚木駅（土曜・休日運休）
- 厚60：厚木バスセンター - 鮎津橋 - 金田神社前 - 桜台 - 中津 - 愛川町役場 - 三増 - 上三増
- 厚61：厚木バスセンター - 鮎津橋 - 金田神社前 - 藤塚 - 東一丁目 - 西四丁目 - 春日台団地
- 厚61：本厚木駅 → 鮎津橋 → 金田神社前 → 藤塚 → 東一丁目 → 西四丁目 → 春日台団地（深夜バス）
- 厚62：厚木バスセンター → 鮎津橋 → 金田神社前 → 藤塚 → 東一丁目 → 東四丁目 → 西四丁目 → 東一丁目 → 藤塚 → 金田神社前 → 鮎津橋 → 厚木バスセンター（土曜・休日運休）
- 厚63：厚木バスセンター - 鮎津橋 - 金田神社前 - 藤塚 - 東一丁目 - 西四丁目 - 春日台団地 - 愛川町役場 - 愛川バスセンター（土曜・休日運休）
- 厚64：厚木バスセンター → 鮎津橋 → 金田神社前 → 桜台 → 中津 → 愛川町役場 → 愛川バスセンター
- 厚74：厚木バスセンター - 鮎津橋 - 金田神社前 - 藤塚 - 上依知 -（東四丁目→）- 長坂（土曜・休日運休）
- 厚76：厚木バスセンター - 鮎津橋 - 金田神社前 - 藤塚 - 上依知 - 依知神社前 - 猿ヶ島
- 厚76：猿ヶ島 → 依知神社前 → 上依知 → 藤塚 → 金田神社前 → 鮎津橋 → 本厚木駅（土曜・休日運休）
- 厚79：厚木バスセンター - 鮎津橋 - 金田神社前 - 藤塚 - 上依知 - 依知神社前 - 原当麻駅
- 厚79：原当麻駅 → 依知神社前 → 上依知 → 藤塚 → 金田神社前 → 鮎津橋 → 本厚木駅（土曜・休日運休）
- 厚80：厚木バスセンター → 本厚木駅 → 市立病院前 → 金田神社前 → 藤塚 → 上依知 → 依知神社前 → 猿ヶ島（土曜・休日運休）
- 厚81：厚木バスセンター - 本厚木駅 - 市立病院前 - 金田神社前 - 藤塚 - 上依知 - 依知神社前 - 原当麻駅（土曜・休日運休）
- 厚96：厚木バスセンター - 鮎津橋 - 金田神社前 - 桜台 - 中津 - 愛川町役場 - 愛川ハイテク団地 - 三増 - 上三増（土曜・休日運休）

厚木バスセンターから愛川町方面へ向かう路線は愛甲自動車商会による厚木 - 依知線が前身で、春日台団地・三増方面は毎時2便、そこに依知神社経由が1便加わる運行形態だった。厚62は内陸工業団地の循環路線で、団地内を反時計回りに循環運行する。なお、内陸工業団地構内の中央部分は後述の海01（海老名駅 - 愛川バスセンター）が経由しており、厚木からの路線は東部（東一丁目～東四丁目）および西部（西一丁目～西四丁目）のみ経由する。
2004年2月16日に新設された市立病院経由（厚80・81）と厚62・63・96および本厚木駅終着（厚76・79）は平日運行で、本厚木駅終着はそれぞれ早朝1便が運行されるのみである。厚60については深夜バスが計画されており、同年発売された小田急線時刻表では1992年4月6日の運行開始が予告されていたが、実際には運行されず、翌年の時刻表には掲載されなかったことから幻となった。愛川町役場以遠の乗車率の低下と入庫時間を早める目的で、2020年11月16日のダイヤ改正で厚64が新設された。

### 厚木アクスト方面

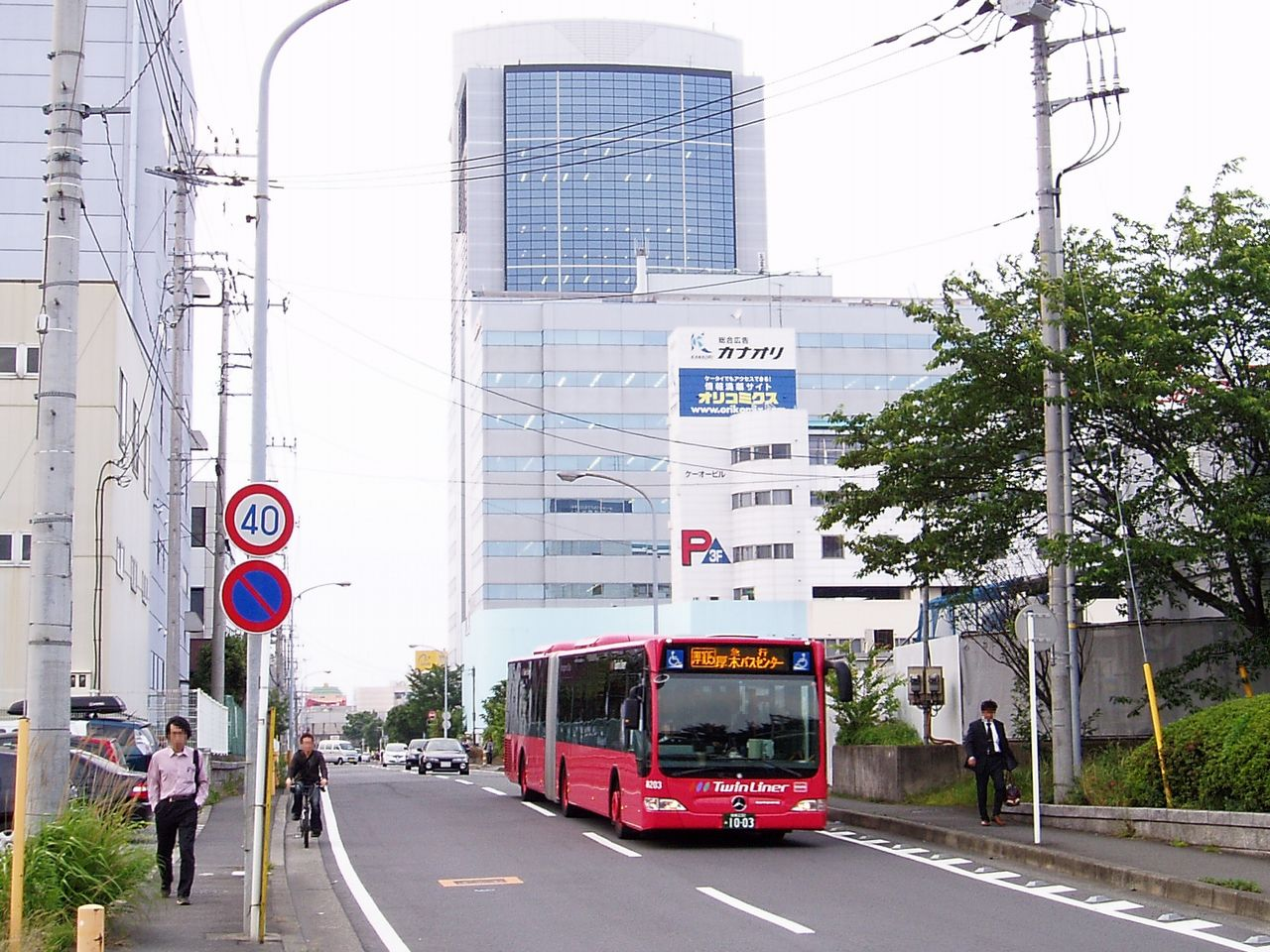
厚木アクスト (あ203)

- 厚105：本厚木駅南口 - 岡田一本杉 - 岡田電話局前 - 厚木アクスト
- 厚105：厚木アクスト → 岡田電話局前 → 岡田一本杉 → 本厚木駅東口 → 厚木バスセンター（ツインライナー）（土曜・休日運休）
- 厚105（急行）：厚木バスセンター →（直行）→ 厚木アクスト（土曜・休日運休）
- 厚105（急行）：厚木アクスト →（直行）→ 本厚木駅南口（一般路線車）（平日運休）
- 厚105（急行）：厚木アクスト →（直行）→ 本厚木駅東口 → 厚木バスセンター（ツインライナー）（土曜・休日運休）

かつては平塚営業所担当だったが、利用者が急増したことで2004年2月23日から平日便が増発された際に厚木も担当することとなった。当初は臨時便扱いで、10時までは厚木バスセンター、10時以降は本厚木駅南口からの発着となり、時間帯によって乗り場が全く異なる。使用車両については、厚木担当便は連節バス「ツインライナー」限定で、平塚営業所の車両については一般路線車が運用されていたが、2013年3月4日より一般路線車も全て本営業所に移管された。「本厚木駅東口」停留所は、この路線のみ停車する降車専用停留所である。2020年11月16日のダイヤ改正で、厚木バスセンター発着の一般路線車による運行が運休となり、本厚木駅南口終着の急行便は平日の運行が廃止された。
ツインライナーを中心にPTPSが設置、運用されている。

### 赤羽根入口経由森の里方面
- 厚43：厚木バスセンター -（←本厚木駅）- 中町四丁目 - 赤羽根入口 - 船子 - 籠堰橋 - 小野橋 - 森の里中学校前 - 森の里
- 厚44：厚木バスセンター → 栄町二丁目 → 赤羽根入口 → 温水 → 観音坂 → 高松山入口 → 森の里青山 → 日産先進技術開発センター前 → 厚木西高校 → 森の里
- 厚44：厚木バスセンター - 本厚木駅 -（←中町四丁目 / 栄町二丁目→）- 赤羽根入口 - 温水 - 観音坂 - 高松山入口 - 森の里青山 - 日産先進技術開発センター前 - 厚木西高校 - 森の里
- 厚45：厚木バスセンター → 中町四丁目 → 赤羽根入口 → 船子 → 籠堰橋 → 小野橋 → 日産先進技術開発センター前 → 森の里青山 → 厚木西高校 → 森の里（土曜・休日運休）

厚木バスセンターから森の里へ向かう路線群で、中心となるのは厚43・44（本厚木駅経由）である。厚44は往路の始発から9:59までは本厚木駅非経由・栄町二丁目経由で運行し、10:00以降は本厚木駅経由で運行する代わりに復路が中町四丁目経由へ変更される。なお、往路における本厚木駅経由か否かについては時刻表上では区別されていない。厚45は平日早朝2便が森の里方向に運行され、日産先進技術開発センター付近では厚44と経路が異なる。

### 本厚木駅 - 市立病院 - 戸室・上飯山方面
| 宮ヶ瀬湖付近を走る厚20 (あ053) |  | 厚22深夜便 (あ0112) |
| 宮ヶ瀬湖付近を走る厚20 (あ053) |  | 厚22深夜便 (あ0112) |

- 厚16：本厚木駅 - 市立病院前 - 戸室 - 千頭 - 光福寺 - 宮の里
- 厚17：本厚木駅 - 合同庁舎前 - 戸室 - 千頭 - 光福寺 - 宮の里
- 厚18：本厚木駅 - 合同庁舎前 - 戸室 - 千頭 - 光福寺 - 上飯山
- 厚19：本厚木駅 - 市立病院前 - 戸室 - 千頭 - 光福寺 - 上飯山 - 尾崎 - 清川村役場前 - 上煤ヶ谷
- 厚20：本厚木駅 - 市立病院前 - 戸室 - 千頭 - 光福寺 - 上飯山 - 尾崎 - 清川村役場前 - 上煤ヶ谷 - 土山峠 - 仏果山登山口 - 宮ヶ瀬
- 厚22：本厚木駅 - 合同庁舎前 - 戸室 - 千頭 - 光福寺 - 上飯山 - 尾崎 - 清川村役場前 - 上煤ヶ谷
- 厚22：本厚木駅 → 合同庁舎前 → 戸室 → 千頭 → 光福寺 → 宮の里 → 上飯山 → 尾崎 → 清川村役場前 → 上煤ヶ谷（深夜バス）（土曜・休日運休）

大正末期から昭和初期にかけて、萬便自動車商会により運行された路線が前身である。いずれも厚木バスセンターには乗り入れない。中心となるのは厚16～18で、利用者は多くないものの、宮ヶ瀬付近の観光客による利用が見込まれるために本数はある程度確保しており、宮ヶ瀬までは日中時間帯は毎時1便が設定されている。深夜バスの終着である上煤ヶ谷を過ぎると山道に入り、土山峠を越えると宮ヶ瀬湖畔を通ることで眺めが良い。厚20は宮ヶ瀬でイベントが行われる際には臨時便が設定されるが、こちらは宮ヶ瀬ダムではなくビジターセンターへ向かう。上飯山 - 宮ヶ瀬は自由乗降区間で、停留所以外でも乗り降り可能である。厚22は深夜バスも設定されており、宮の里に立ち寄ってから上飯山・清川村役場前を経由して上煤ヶ谷で終着となる。2023年2月27日のダイヤ改正で厚14が厚11に振替・短縮されたため、この厚22が深夜バス最長距離・最高運賃（1140円）となる。
2010年9月27日より「自転車ラックバス」の運行を開始しており、2023年現在では厚16・20で時刻表に「R」の印が掲載されている便で運行されている。

### その他厚木市内路線
- 厚25：厚木バスセンター → 本厚木駅 → 合同庁舎前 → 緑ヶ丘 → 緑ヶ丘三丁目 → 合同庁舎前 → 本厚木駅 → 厚木バスセンター（緑ヶ丘循環）
- 厚25：厚木バスセンター → 本厚木駅 → 合同庁舎前 → 緑ヶ丘 → 緑ヶ丘三丁目
- 厚88：本厚木駅南口 -（直行）- 平塚競輪場（神奈川中央交通西・平塚営業所と共同運行）
- 厚95：厚木バスセンター → 本厚木駅 → あつぎ大通り → 厚木警察署前 → 愛光病院前 → 戸室 → 高校入口 → 王子（土曜・休日運休）
- 厚97：厚木バスセンター - 本厚木駅 - あつぎ大通り - 厚木警察署前 - 愛光病院前 - 吾妻団地 - 戸室 - 高校入口 - 王子
- 厚109：本厚木駅南口 - 厚木市文化会館 - 赤羽根入口 - 湘北短期大学 - 東京農業大学

厚木市緑ヶ丘地区を循環運行する路線で、以前は伊勢原営業所との共同運行路線だった。以前は平日が10分間隔で運行されるなど高頻度の路線で、近年では20分間隔へ減便されているが前述の厚26と1時間に6～7便が確保されており、利便性の低下を回避している。夜間の一部便は循環区間終端の緑ヶ丘三丁目止まりである。厚95は2003年4月1日に廃止された厚27・28（厚木バスセンター - 東高校・商業高校）の代替として新設されたが、2011年5月23日に吾妻団地経由の厚97が新設された後、現在は平日早朝の王子方向を除いて全便が厚97で運行されている。厚88は開催日に運行される無料送迎バスで、平塚営業所と共同運行だが基本的に平塚営業所の車両が充当される。

### 愛甲石田駅 - 愛名方面

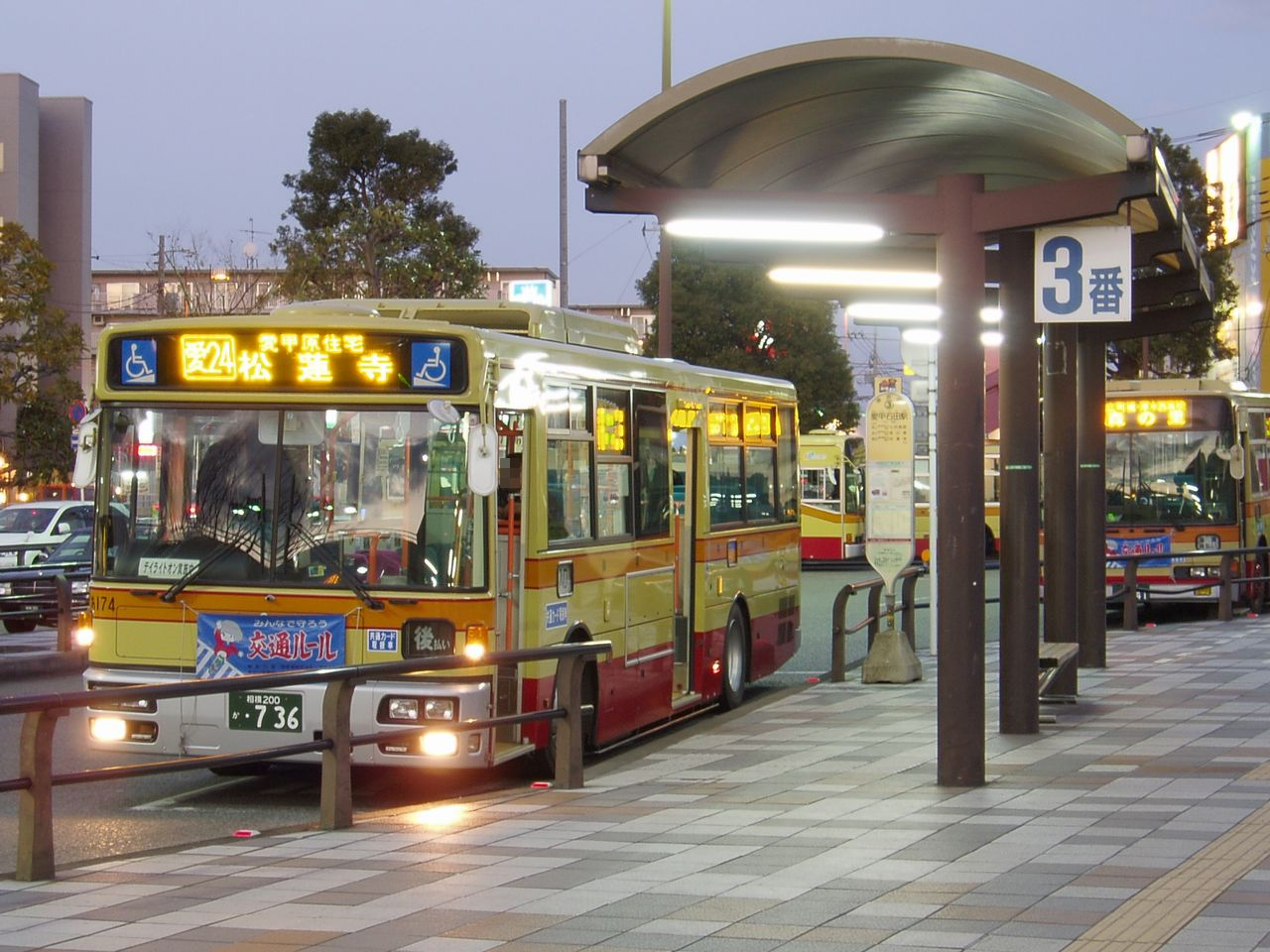
愛甲石田駅 (あ174)

- 愛24：愛甲石田駅 - 愛甲原住宅 - 愛名 - 白山 - 六堂辻 - 千頭 - 荻野新宿 - 松蓮寺

本厚木駅を中心に放射線状に広がる所管路線が多い当営業所の中で、放射線を横切るように経路が設定されている。1日4往復のみ運行で、従来は本厚木駅 - 愛甲石田駅で愛名地区を大回りする経路だったが、厚木市内の渋滞を避けるための経路変更の結果、現在の運行経路となっている。

### 海老名駅 - 愛川町方面
- 海01：海老名駅西口 - 金田神社 - 藤塚 - 東一丁目 - 中一丁目 - 中四丁目 - 春日台団地 - 愛川バスセンター
- 海02：海老名駅西口 - 金田神社 - 藤塚 - 東一丁目 - 中一丁目 - 中四丁目 - 東六倉 - 上大塚 - 愛川バスセンター
- 海09：海老名駅西口 - 金田神社 - 桜台 - 中津 - 愛川バスセンター

海老名駅西口のららぽーと海老名前バスターミナルから、国道246号新相模大橋、国道129号を通り愛川町へ向かう路線である。国道129号に入ると厚木バスセンター発のバス経路と合流するが、海01・海02の内陸工業団地内の経路は厚木バスセンター発のバスが来ない道路を通る。海02は2022年1月4日から運行開始した期間限定の実証運行路線で、海01の一部区間で愛川町道桜台小沢線を経由し、運行期間中は海01の一部便を振り替える。その結果、町民による多数の運行があったとして同年9月より本格運行となった。

## 廃止・移管路線
| 青山学院大学に停車中の厚36 (あ24) |  | 厚88は観光用車両が専属で使用 (あ13) |
| 青山学院大学に停車中の厚36 (あ24) |  | 厚88は観光用車両が専属で使用 (あ13) |

| 厚85の側面行先表示 |  | 厚101（初代）の行先表示 |
| 厚85の側面行先表示 |  | 厚101（初代）の行先表示 |

| 上古沢折返場 |  | 廃止された厚25深夜便 (あ48) |
| 上古沢折返場 |  | 廃止された厚25深夜便 (あ48) |

停留所名称は廃止当時の名称で記述する。

### 一般路線
- 厚03（初代）：厚木バスセンター - 本厚木駅 - 厚木東町 - 県立病院 - 荻野新宿 - 上荻野車庫前 - 田代 - 半原（平日・土曜運休）

休日運行で半原方向は3便なのに対し、厚木バスセンター方向は7便と往復で本数が大きく異なっていた。2002年10月16日の大規模再編で廃止され、厚木東町は2022年現在、市内経由として厚21（本厚木駅 → 厚木東町 → 宮ヶ瀬）が土曜日に片道1便のみ経由する。
- 厚05（初代）：厚木バスセンター → 本厚木駅 - 松蓮寺 - 久保 - まつかげ台

往路は厚木バスセンター発なのに対し、復路は全便が本厚木駅止まりだった。2003年3月3日にみはる野経由へ経路変更された。
- 厚08：本厚木駅 → 市立病院前 → 松蓮寺（深夜バス）（土曜・休日運休）

2021年9月10日のダイヤ改正で深夜バスのみ廃止された。
- 厚09（初代）：松蓮寺 → 県立病院 → 元町 → 小田急通り → 本厚木駅

2003年4月1日のダイヤ改正で廃止された。
- 厚10：上荻野車庫 → まつかげ台 → 久保 → 松蓮寺 → 本厚木駅 → 厚木バスセンター

2003年3月3日にみはる野経由へ経路変更すると同時に、厚木バスセンター方向のみ廃止された。
- 厚11（初代）：本厚木駅 → 松蓮寺 → 鳶尾団地 → 久保 → まつかげ台 → 上荻野車庫（深夜バス）
- 厚12（初代）：厚木バスセンター - 本厚木駅 - 松蓮寺 - 鳶尾団地 - まつかげ台
- 厚13（急行）（初代）：厚木バスセンター -（バイパス経由）- 愛光病院前 - 鳶尾団地 - 荻野中学校入口 - まつかげ台
- 厚14（初代）：本厚木駅 → 松蓮寺 → 鳶尾団地 → 久保 → まつかげ台 → 田代 → 半原（深夜バス）

厚11・14は深夜バス、厚13は1999年4月5日に新設されたバイパス経由で、全系統が2003年3月3日にみはる野経由へ経路変更された。
- 厚14（二代）：本厚木駅 → 松蓮寺 → 鳶尾団地 → みはる野 → まつかげ台 → 上荻野車庫前 → 田代 → 半原（深夜バス）

2008年2月4日に清雲寺入口終着まで延伸された。
- 厚14（三代）：本厚木駅 → 市立病院前 → 松蓮寺 → 荻野新宿 → 公所 → 鳶尾団地 → みはる野 → まつかげ台 → 上荻野車庫前 → 田代 → 半原 → 野外センター → 清雲寺入口（深夜バス）（土曜・休日運休）

上荻野車庫前終着の厚11へ振り替える形で2023年2月27日に廃止された。最終運行日は2月24日だった。
- 厚15（初代）：本厚木駅 - 税務署入口 - 市立病院前 - 吾妻団地

2003年4月1日のダイヤ改正で厚木バスセンター発着へ変更された。
- 厚15（二代）：厚木バスセンター - 本厚木駅 - 税務署入口 - 市立病院前 - 吾妻団地

2011年3月23日のダイヤ改正で廃止された。
- 厚17：本厚木駅 → 小田急通り → 合同庁舎前 → 千頭 → 宮の里（深夜バス）（土曜・休日運休）

2008年11月4日に新設された小田急通り経由の深夜バスで、2014年8月4日に上煤ヶ谷終着の厚22深夜バス（本厚木駅 → 森の里 → 上煤ヶ谷）へ代替廃止された。
- 厚21：本厚木駅 → 厚木東町 → 市立病院前 → 戸室 → 千頭 → 光福寺 → 上飯山 → 尾崎 → 清川村役場前 → 上煤ヶ谷 → 土山峠 → 仏果山登山口 → 宮ヶ瀬（平日・休日運休）

深刻な人員不足や、1日の休息時間や拘束時間の上限等の改正が施行される事に伴い、2024年3月16日のダイヤ改正で廃止された。
- 厚23：厚木バスセンター - 合同庁舎 - 温水 - 観音坂 - 高松山 - 青山学院大学

青山学院大学厚木キャンパスへのアクセス路線で、世田谷キャンパスとの統合移転によって2003年4月1日に廃止された。
- 厚25（初代）：本厚木駅 → 合同庁舎 → アンリツ前 → 緑ヶ丘小学校前 → 緑ヶ丘 → 市役所入口 → 本厚木駅
- 厚25（初代）：本厚木駅 → 合同庁舎 → アンリツ前 → 緑ヶ丘小学校前 → 緑ヶ丘（深夜バス）（土曜・休日運休）

2003年4月1日のダイヤ改正で往路も市役所入口経由へ経路変更された。
- 厚25（二代）：厚木バスセンター → 本厚木駅 → 合同庁舎前 → 緑ヶ丘三丁目（深夜バス）

2021年9月10日のダイヤ改正で深夜バスのみ廃止された。
- 厚26（初代）：本厚木駅 - 合同庁舎 - アンリツ前 - 工芸大学
- 厚26（急行）（初代）：本厚木駅 -（直行）- 工芸大学

2003年4月1日のダイヤ改正で厚木バスセンター発着へ変更され、工芸大学も「東京工芸大学」と正式名称へ改められた。
- 厚27（急行）（初代）：厚木バスセンター -（直行）- 県立病院 - 東高校
- 厚27（急行）（初代）：厚木バスセンター -（直行）- アンリツ前 - 東高校
- 厚28（急行）：厚木バスセンター -（直行）- 県立病院 - 商業高校

厚木東高校と厚木商業高校への急行便で、高校関係者専用路線として一般客は利用できなかった。両校は隣接しており同一路線として扱われた。先に厚27のアンリツ前経由が1990年代に廃止され、県立病院経由も2003年4月1日のダイヤ改正で廃止された。
- 厚29：厚木バスセンター - 合同庁舎 - 温水 - 高坪 - 愛名 - 白山 - 旗谷 - 上古沢

上古沢付近の循環化によって2012年3月28日に厚30・31（二代）へ代替廃止された。
- 厚30（初代）：厚木バスセンター - 合同庁舎 - 黄金原 - 白山 - 六堂辻 - 上古沢
- 厚31（初代）：厚木バスセンター - 合同庁舎 - 黄金原 - 白山 - 六堂辻

2003年4月1日のダイヤ改正で廃止された。
- 厚30（二代）：厚木バスセンター → 合同庁舎 → 温水 → 高坪 → 愛名 → 白山 → 台ノ上 → 上古沢 → 旗谷下 → 白山 → 愛名 → 高坪 → 温水 → 合同庁舎 → 厚木バスセンター（15:00 - 終車まで）
- 厚31（二代）：厚木バスセンター → 合同庁舎 → 温水 → 高坪 → 愛名 → 白山 → 旗谷下 → 上古沢 → 台ノ上 → 白山 → 愛名 → 高坪 → 温水 → 合同庁舎 → 厚木バスセンター（初便 - 14:59まで）

2012年に厚29・46の代替として一年間の試験運行として新設された循環路線で、2013年3月18日に厚32と新・厚46に代替廃止された。
- 厚35：厚木バスセンター - 合同庁舎 - ユニシアジェックス

2003年4月1日のダイヤ改正で廃止された。実際はユニシアジェックスから厚木バスセンターへ戻る循環路線だった。
- 厚36：厚木バスセンター - 赤羽根入口 - 船子 - 籠堰橋 - 小野橋 - 通信研究所 - 青山学院大学
- 厚36：青山学院大学 → 小野橋 → 船子 → 厚木市文化会館 → 厚木バスセンター
- 厚36：森の里青山 → 小野橋 → 船子 → 厚木市文化会館 → 厚木バスセンター（平日・土曜運休）
- 厚37：厚木バスセンター - 合同庁舎 - 温水 - 観音坂 - 小野橋 - 通信研究所 - 森の里青山

青山学院大学厚木キャンパスへのアクセス路線だがこちらは小野橋経由だった。森の里青山始発は休日夜間に1便運行されていたが同一の系統番号だった。世田谷キャンパスとの統合移転によって2003年4月1日に全て廃止された。
- 厚39（初代）：厚木バスセンター - 合同庁舎 - 温水 - 観音坂 - 小野橋 - 神奈川リハビリ - 七沢温泉入口 - 七沢病院

厚木バスセンターから神奈川リハビリ経由で七沢病院へ向かう路線で、1987年10月6日に愛甲石田駅発着の愛11（愛甲石田駅 - 神奈川リハビリ - 七沢病院）へ代替廃止された。
- 厚40：厚木バスセンター - 合同庁舎 - 温水 - 観音坂 - 小野橋 - 小野（土曜・休日運休）

2010年1月16日のダイヤ改正で廃止された。最末期は平日のみ3往復するだけだった。
- 厚41：厚木バスセンター -（←厚木市文化会館 / 赤羽根入口→）- 温水 - 観音坂 - 高松山 - 青山学院大学
- 厚41：森の里青山 → 観音坂 → 厚木市文化会館 → 厚木バスセンター
- 厚41：青山学院大学 → 観音坂 → 厚木市文化会館 → 本厚木駅北口 → 厚木バスセンター

青山学院大学厚木キャンパスへのアクセス路線である。世田谷キャンパスとの統合移転によって2003年4月1日に全て廃止された。本厚木駅経由は2002年10月16日に新設された短命路線だった。
- 厚43（初代）：厚木バスセンター - 厚木市文化会館 - 船子 - 小野橋 - 森の里中学校前 - 森の里

2005年4月1日のダイヤ改正で中町四丁目経由へ経路変更された。
- 厚44（初代）：厚木バスセンター - 赤羽根入口 - 船子 - 籠堰橋 - 小野橋 - 通信研究所 - 松蔭女子短大

1987年10月6日のダイヤ改正で愛18（愛甲石田駅 - 松蔭大学）へ代替廃止された。
- 厚45（初代）：厚木バスセンター - 合同庁舎 - 温水 - 高坪 - 愛名 - 愛名入口 - 小野橋 - 小野
- 厚45（二代）：厚木バスセンター - 合同庁舎 - 温水 - 高坪 - 愛名 - 愛名入口 - 愛甲原住宅 - 愛甲石田駅

1987年10月6日のダイヤ改正で二代目へ経路変更したが、1993年4月5日に愛24（愛甲石田駅 - 松蓮寺）へ代替廃止された。
- 厚46（初代）：厚木バスセンター - 合同庁舎 - 温水 - 高坪 - 愛名 - 白山 - 小鮎公民館 - 上古沢

上古沢付近の循環化によって2012年3月28日に厚30・31（二代）へ代替廃止された。
- 厚47（初代）：六堂辻 → 白山 → 愛名 → 高坪 → 温水 → 合同庁舎 → 厚木バスセンター（日曜・休日運休）

2003年4月1日のダイヤ改正で廃止された。最末期は厚木バスセンター方向へ1便が走るのみだった。
- 厚50：厚木バスセンター - 合同庁舎 - 赤羽根入口 - 片平入口 - 東名中学 - 酒井 - 大神
- 厚51：海老名駅東口 → 中新田 → 社家駅 → 門沢橋 → 東名厚木 → 市役所入口 → 厚木バスセンター（平日・土曜運休）

厚木バスセンターと海老名駅を結んでいた路線だが、休日夕方1便の運行に抑えられ、2002年10月16日に廃止された。
- 厚52：本厚木駅 - 合同庁舎 - 赤羽根入口 - 片平入口 - 東名中学 - 酒井 - 本厚木駅南口

本厚木駅から赤羽根地区を経由して本厚木駅へ戻る循環路線だが、現在は運行していない。
- 厚58：本厚木駅 - 旭町 - 酒井 - 大神
- 厚64（初代）：厚木北高校 - 棚沢 - 桜台 - 中津 - 愛川町役場 - 三増 - 上三増（日曜・休日運休）
- 厚65：厚木バスセンター - 本厚木駅 - 県立病院 - 荻野新宿 - 神奈川工科大学 - 厚木北高校
- 厚65（急行）：厚木バスセンター - 松蓮寺 - 厚木北高校

厚木北高校発着路線は厚27・28（厚木バスセンター - 東高校・商業高校）と同じく関係者専用路線で一般客は利用できなかった。厚65には急行便が設定されていたが松蓮寺には停車していた。いずれも2003年4月1日のダイヤ改正で廃止された。
- 厚73：厚木バスセンター - 温水 - 愛名 - 小野橋 - 小野
- 厚75：厚木バスセンター - 鮎津橋 - 金田神社 - 昭和音楽大学 - 中平 - 上依知 - 依知神社 - 小沢

2003年4月1日のダイヤ改正で廃止された。
- 厚77：厚木バスセンター - 鮎津橋 - 金田神社 - 昭和音楽大学 - 中平 - 上依知 - 依知神社 - 昭和橋 - 上溝 - 千代田十字路 - 市役所前 - 相模原駅
- 厚78：厚木バスセンター - 鮎津橋 - 金田神社 - 昭和音楽大学 - 中平 - 上依知 - 依知神社 - 昭和橋 - 上溝

厚木バスセンターから上溝・相模原駅へ向かう長距離路線だが、2003年4月1日のダイヤ改正で廃止された。
- 厚79（初代）：本厚木駅 - 相模大橋 - 河原口 - 座間四ッ谷 - 新戸 - 原当麻 - 番田 - 上溝

愛高自動車商会による路線が起源で、1936年の相模鉄道買収を経て戦時統合で神奈中の路線となった。ほぼ全区間で相模線と並行していた。
- 厚80（初代）：本厚木駅 - 相模大橋 - 河原口 - 座間四ッ谷 - 座間キャンプ - 相武台前駅
- 厚80（初代）：ロックラー前 → 座間四ッ谷 → 座間キャンプ → 相武台前駅
- 厚81（初代）：本厚木駅 - 相模大橋 - 河原口 - 座間四ッ谷 - 相武台下駅
- 厚81（初代）：ロックラー前 → 座間四ッ谷 → 座間キャンプ → 相武台下駅

ロックラー前始発は早朝の片道のみ運行していた。1999年11月21日のダイヤ改正で全て廃止された。
- 厚82：本厚木駅 - 相模大橋 - 河原口 - 海老名駅西口
- 厚83：本厚木駅 - 相模大橋 - 厚木ナイロン - 海老名駅東口 - 座間駅入口 - 相武台下駅
- 厚84：本厚木駅 - 相模大橋 - 厚木ナイロン - 海老名駅東口

本厚木駅から北部の海老名・座間・相武台方面へ向かう長距離路線だが、1990年代には廃止されて運行していない。2022年現在、厚木ナイロンへは綾瀬営業所が長16（海老名駅 → 厚木ナイロン → 長後駅）を早朝1便のみ運行している。
- 厚85（急行）：厚木バスセンター - 小田急通り -（直行）- 昭和音楽大学 - 内陸工業団地（西通り） - 春日台団地（土曜・休日運休）

2004年2月16日に新設された急行路線だが、急行運転区間は往路の昭和音楽大学までで復路は行なっていなかった。2007年6月25日に廃止された。
- 厚86（初代）：厚木バスセンター - 合同庁舎 - 観音坂 - 小野橋 - 神奈川リハビリ - 七沢温泉入口 - 七沢温泉（土曜・休日運休）

2002年10月16日のダイヤ改正で廃止された。
- 厚86（急行）（二代）：厚木バスセンター - 小田急通り -（直行）- 昭和音楽大学 - 内陸工業団地（東 - 西通り） - 昭和音楽大学 - 金田神社 - 鮎津橋 - 厚木バスセンター

2004年2月16日に新設された急行路線だが厚85と異なり、内陸工業団地から厚木バスセンターへ戻る循環路線である。こちらも急行運転区間は往路の昭和音楽大学までで復路は行なっていなかった。2007年6月25日に廃止された。
- 厚87：神奈川リハビリ - 七沢温泉入口 - 七沢温泉
- 厚88（初代）：神奈川リハビリ - 七沢温泉入口 - 広沢寺温泉入口 - 広沢寺温泉

神奈川リハビリで厚33・34と接続する支線系統で、運賃は乗り継いでも通算だった。厚木バスセンター発着でないにも関わらず、系統番号は「厚」を付与されていた。
- 厚90：本厚木駅 → 合同庁舎前 → 温水 → 観音坂 → 愛名入口 → 小野橋 → 若宮橋 → 森の里中学校前 → 森の里（深夜バス）（土曜・休日運休）

2020年11月16日のダイヤ改正で深夜バスのみ廃止された。
- 厚92：厚木バスセンター - 合同庁舎 - 観音坂 - 小野橋 - 森の里小学校 - 七沢森林公園 - 七沢温泉入口 - 広沢寺温泉入口 - 上谷戸

2002年10月16日のダイヤ改正で廃止された。
- 厚93：厚木バスセンター - 赤羽根入口 - 船子 - 籠堰橋 - 小野橋 - 森の里センター - 森の里四丁目

森の里まで延伸されて厚97（初代）に変更された。
- 厚97（初代）：厚木バスセンター - 赤羽根入口 - 船子 - 籠堰橋 - 小野橋 - 森の里センター - 森の里

2003年4月1日のダイヤ改正で廃止された。
- 厚98：本厚木駅 - 相模大橋 - 二大縄 - 海老名駅東口

2002年10月16日のダイヤ改正で廃止された。
- 厚99：厚木バスセンター - 合同庁舎 - 温水 - 観音坂 - 小野橋 - 森の里小学校 - 七沢森林公園 - 広沢寺温泉入口 - 七沢温泉入口 - 上谷戸 - 上煤ヶ谷

2003年4月1日のダイヤ改正で廃止された。
- 厚101（初代）：厚木バスセンター -（直行）- ふれあいプラザ
- 厚102：ふれあいプラザ -（直行）- 鳶尾団地 - まつかげ台
- 厚103：ふれあいプラザ -（直行）- 毛利台団地 - 森の里三丁目

ふれあいプラザへの直行アクセス路線だが先に厚102・103が廃止され、残った厚101も2002年10月16日に廃止された。
- 半71：上荻野車庫 - 野外センター - 半原
- 半72：上荻野車庫 - 田代 - 半原

上荻野車庫と半原を結ぶ折返し路線だが、2003年4月1日のダイヤ改正で廃止された。
- 半73：愛川町役場 - 三増 - 田代坂上 - 半原

厚59の補完として愛川町役場と半原を結んでいたが、2002年10月16日に廃止された。
- 海02（初代）：海老名駅東口 - 国分 - 座間駅 - 立野台 - 相武台前駅 - 相武台団地（循環）
- 海02（急行）（二代）：海老名駅西口 -（直行）- 昭和音楽大学 - 中平 - 内陸工業団地（中央通り） - 春日台団地 - 愛川町役場（愛川バスセンター）

二代目は内陸工業団地から愛川町役場へ向かった路線で、厚86（二代）と同様に急行運転を行っていたのは海老名駅 - 昭和音楽大学間のみだった。2007年6月15日に廃止された。
- 海03：海老名駅東口 - かしわ台駅
- 海04：かしわ台駅 - 海老名駅東口 - 蚕業センター - 有馬高校
- 海05：海老名駅東口 - 蚕業センター - 有馬高校
- 海07：海老名駅東口 - 河原口 - 鶴間駅
- 海10：海老名駅東口 - 国分 - 座間駅 - 立野台 - 相武台前駅
- 台01：相武台前駅 - 相武台団地（循環）
- 台02：相武台前駅 - 相武台グリーンパーク
- 台03：相武台前駅 - 座間日産
- 台04：相武台前駅 - 座間キャンプ - 相武台下駅
- 台05：相武台前駅 - 立野台 - 座間駅 - 相武台下駅
- 台06：相武台前駅 - 座間キャンプ - 相武台下駅 - 磯部
- 愛11：愛甲石田駅 - 愛甲原住宅 - 愛名入口 - 玉川農協前 - 神奈川リハビリ - 七沢病院
- 愛19：愛甲石田駅 - 愛甲原住宅 - 籠堰橋 - 小野橋 - 通信研究所前 - 森の里青山
- 田01：田名バスターミナル - 小沢 - 箕輪辻 - 田代 - 愛川橋 - 半原

2017年3月16日のダイヤ改正で一度橋本に移管後、2021年3月13日に厚木北に再移管されたのち、2022年3月12日より再び橋本担当へ戻されている。

### 深夜急行・夜行高速
- 深夜急行：新宿駅西口 → 相模大野駅 → 小田急相模原駅 → 相武台前駅 → 本厚木駅
- 夜行高速：本厚木駅・町田バスセンター・横浜駅東口 - 花巻・北上・盛岡

岩手県交通車は、神奈中グループ撤退後も昼間は厚木営業所で休憩していた。

### 清川村営バス「ゆめバス」

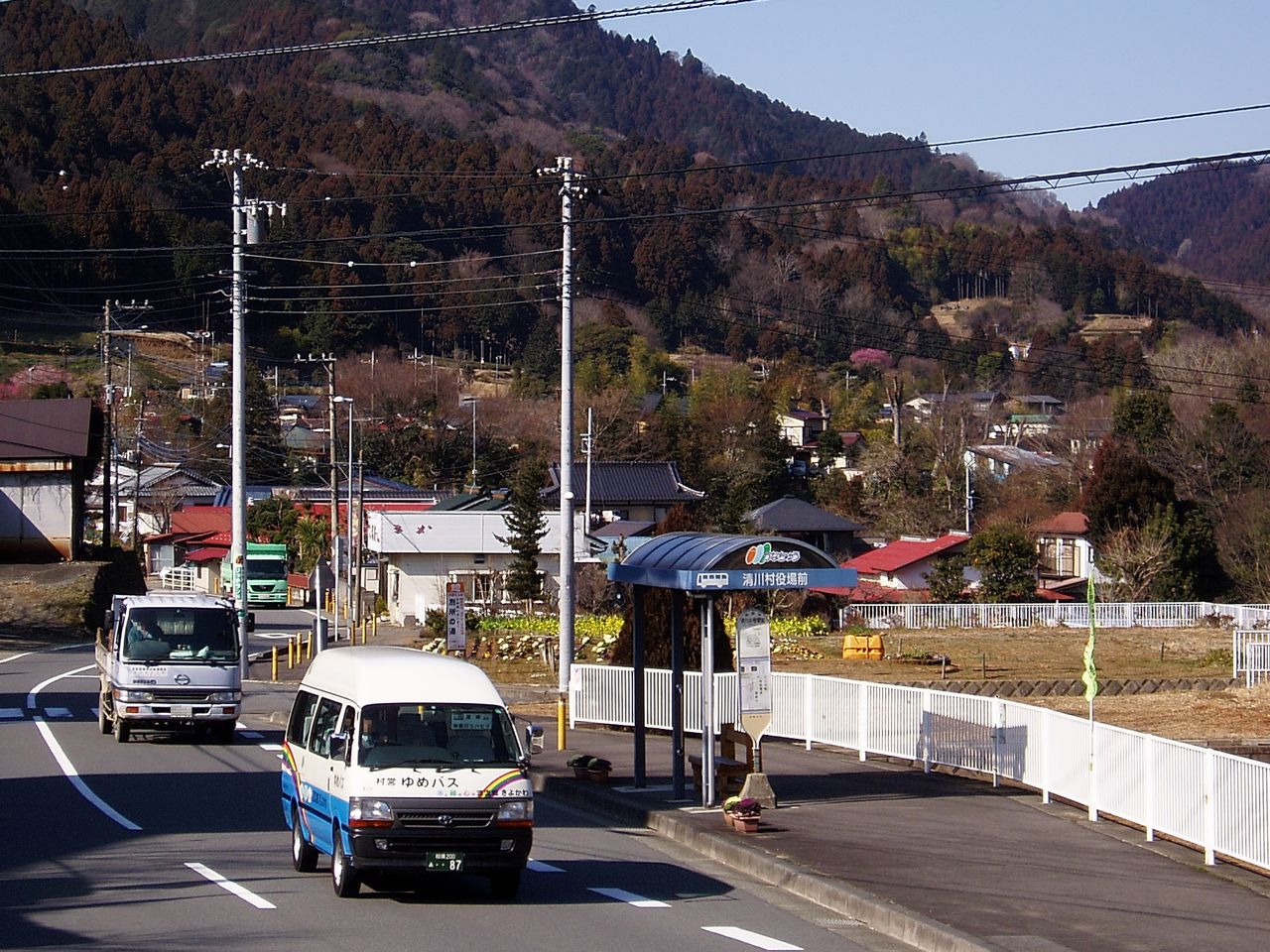
清川村営バス

- 煤01：上煤ヶ谷 - 尾崎 - 七沢 - 広沢寺温泉入口 - 七沢温泉入口 - 神奈川リハビリ
- 煤02：上煤ヶ谷 - 尾崎 - 七沢 - 広沢寺温泉入口 - 七沢温泉入口 - 神奈川リハビリ - 県立七沢森林公園 - 森の里中学校

2003年4月1日より清川村営バスの運行受託も開始した。愛称は「ゆめバス」で、車内での現金両替は出来ないが、バス共通カードや一日乗車券、「かなちゃん手形」が利用可能（Suica・PASMOは利用不可）である。運行経費を清川村が負担するため「村営バス」としており、運賃制度も一般路線と同様で、自治体から補助金を受けて運行する過疎路線バスに近い形である。2006年5月1日より土休日は運休となった。
使用車両は、運行開始当初は既存の神奈川中央交通の保有車両だったが、2003年8月よりトヨタ・ハイエース（あ13）となった。しかし車椅子の利用が出来ないため、車椅子利用者は乗務員が手配した福祉タクシーを利用することとなる。この場合、福祉タクシーの運賃は村営バスと同額になるが、事前予約制で運賃適用区間は村営バス区間内に限られる。
上煤ヶ谷 - 七沢は自由乗降区間で、停留所以外でも乗降可能である。
2007年5月28日、清川村議会において村営バス「ゆめバス」を含む生活交通確保体系の在り方について検討することが要請された。村民へのアンケート実施などによる意識調査を実施するなど検討した結果、2009年9月17日の村議会において、村営バス「ゆめバス」の廃止について了承が得られた。その後、広報誌「きよかわ通信」や該当地域での説明会を開催して村民への説明が実施された。同年11月9日、神奈川県生活交通確保対策地域協議会へ協議結果の変更申請申出書が提出され、同年12月31日をもって運行を終了した。

### 宮ヶ瀬湖シャトルバス（受託終了）
- 宮ヶ瀬シャトル：宮ヶ瀬 → 宮の平 → ダム水とエネルギー館 → ハイキングコース入口 → あいかわ公園 → 鳥居原ふれあいの館 → 宮ヶ瀬

2008年4月4日に運行開始された宮ヶ瀬湖周辺を走る観光シャトルバス。3月から11月の土休日のみ運行され、冬期運休となる。運行主体は宮ヶ瀬ダム周辺振興財団で、神奈川中央交通が運行を受託していた。その後、振興財団がマイクロバスを用意して運行することとなり、神奈川中央交通は2009年4月26日をもって受託を終了した。一般路線バスとは別扱いで、運賃は大人・小児とも100円均一。バスカード・PASMO・環境定期券・かなちゃん手形・1日乗車券は利用不可だが、公式サイトの時刻表検索・バスロケーションシステムには対応していた。

## 車両

### 概要
2020年11月29日現在、厚木営業所に111台（特定車含む）、厚木北営業所に67台の配置がある。
厚木営業所は、高度経済成長期による大規模団地の造成などによる乗客急増によって規模が徐々に拡大していき、1981年の時点で所属車両は163台となり、戸塚・町田に次いで3番目に多い営業所となった。その後は団地造成に加えて私立大学、研究所の移転が相次ぎ、1985年には所属台数が200台を超え、神奈川中央交通最大規模の営業所なった。最終的に、路線車の所属台数は227台（1991年）となった。その後、1990年代後半になると道路渋滞による遅延などで路線の移管、短縮、廃止が相次いで行われ、2005年時点では戸塚、相模原に次いで3番目の規模となっている。同年2月には当営業所管内全路線でバスロケーションシステムの稼働が開始されたため、現在運行中の車両は全車両（愛川町循環バスを除く）がGPS搭載車となっている。
愛川町循環バスには日野・ポンチョ（あ12）とトヨタ・ハイエース（あ199・200）が専属で使用される。また、厚38（厚木バスセンター - 広沢寺温泉）用として中型車が2台、厚08（急行）・67・105用の連節バスが4台（あ201 - 204）在籍する以外は全て大型車となっている。当営業所には三菱ふそう・エアロスターの貸切兼用車（ワンロマ車）「ブルーイエローバス」が、後述のあ13も含めて5台配備され、主に厚88・108などで使用されているほか、厚木北営業所には茅ヶ崎営業所から転入した自転車ラックバス仕様のエアロスターが4台在籍（うち3台は専用塗装車）しており、厚16・19・20を中心に運用されている。
神奈中全体の車両概況と同様、三菱ふそう製の車両の比率が高いが、日産ディーゼル（当時、現「UDトラックス」）製の車両も存在する。中でも、貸切兼用車において1台だけ在籍していた日産ディーゼル車は、神奈中の貸切兼用車の中でも唯一の日産ディーゼル製前中扉車であった。なお、2004年以降、日産形低公害車（尿素SCRシステム）の実証実験を当営業所が担当することとなり、AdBlueステーションを設置した関係から日産ディーゼル車が継続的に配備されている。三菱ふそう・エアロスターのOEM供給車、スペースランナーAは神奈中では本営業所のみに配備されている。中型車は現在いすゞ・エルガミオが配備されている。かつてはエアロミディSが配置されていたが、2009年8月に大和へ転属した。2014年1月に三菱ふそう・エアロミディMKツーステップバスが上荻野車庫に3台転入したが、2015年8月までに廃車された。
拠点となる本厚木駅は、小田急電鉄の単独駅ではトップクラスの乗降人員で、厚木市・愛川町・清川村からの路線の大半が本厚木駅に集中し、この規模の都市の営業所としてはかなりバス利用者が多かったため、山間部の狭隘路線を抱えるにもかかわらず、全長11m級の車両（長尺車）の導入が行われていた。一方、2003年から投入が開始されたノンステップバスについては、原則として全長10m級（K尺）で導入されている他、2017年3月に伊勢原から2台転入した。かつては夜行高速バス本厚木・町田・横浜 - 盛岡線は当営業所が担当しており、夜行高速バス車両も1台配置されていたが、車両代替後に湘南神奈交バスへ移管された。

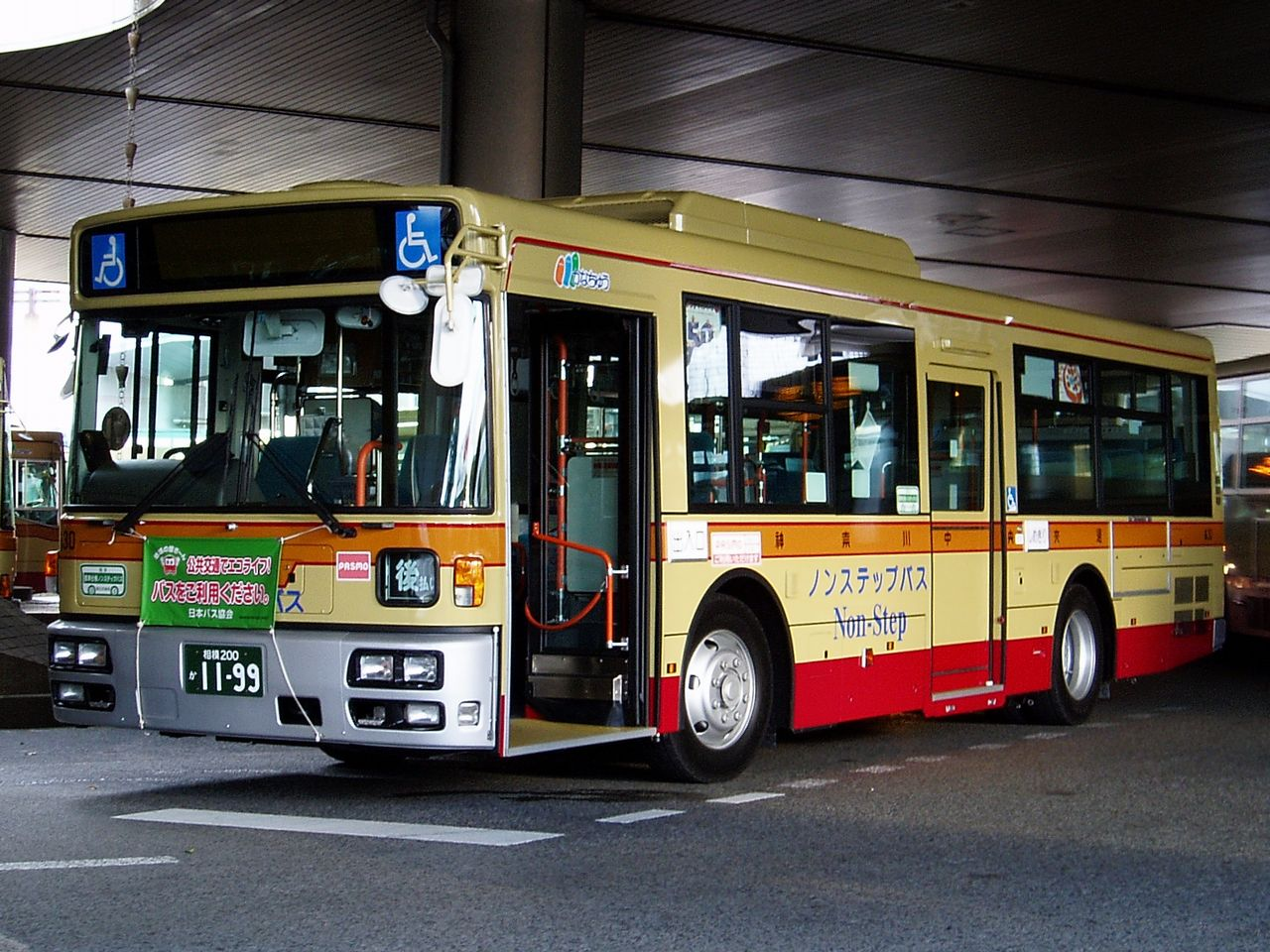
日産ディーゼル製ノンステップ車 (あ30)
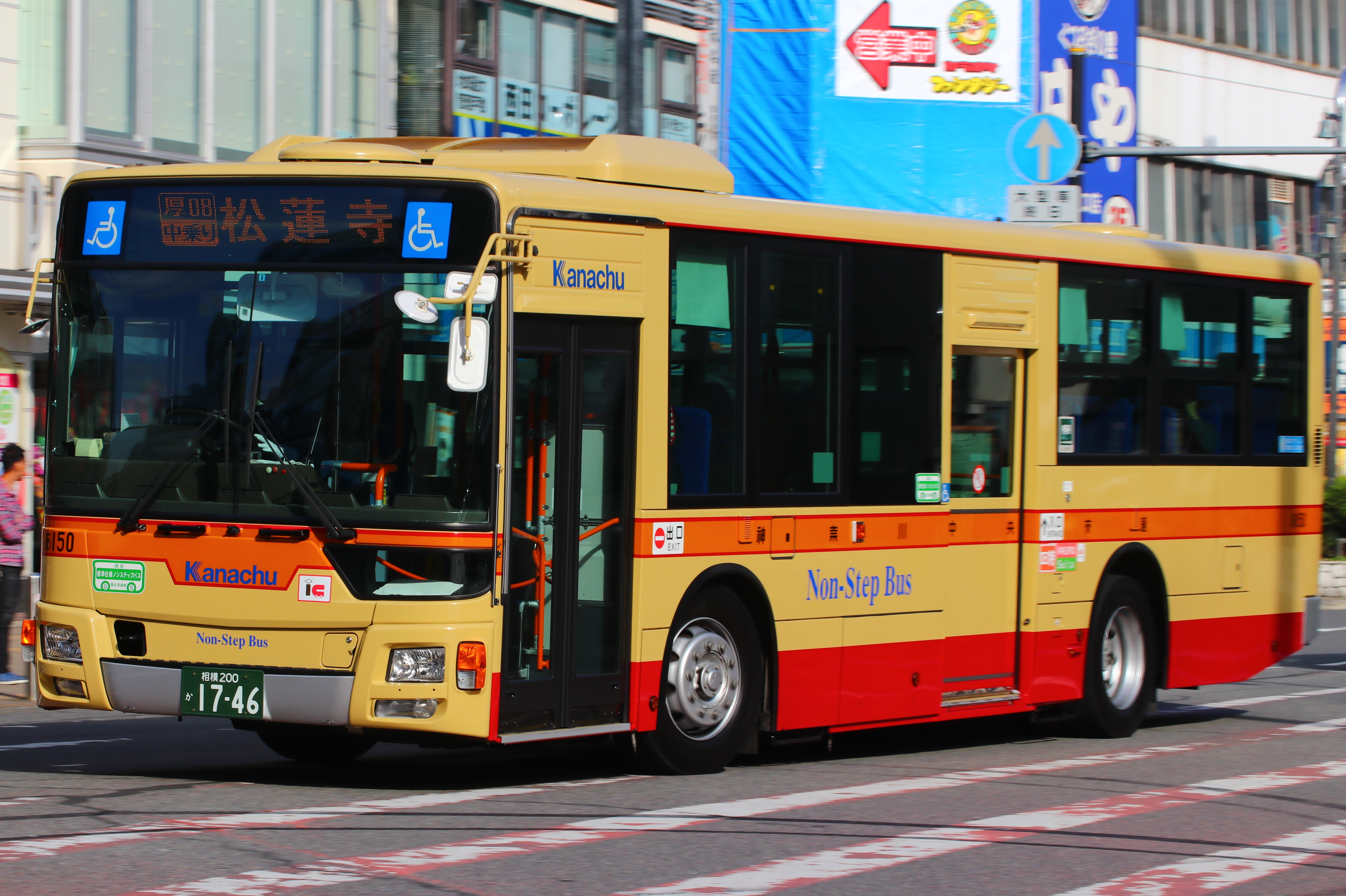
三菱ふそう製ノンステップ車 (あ150)
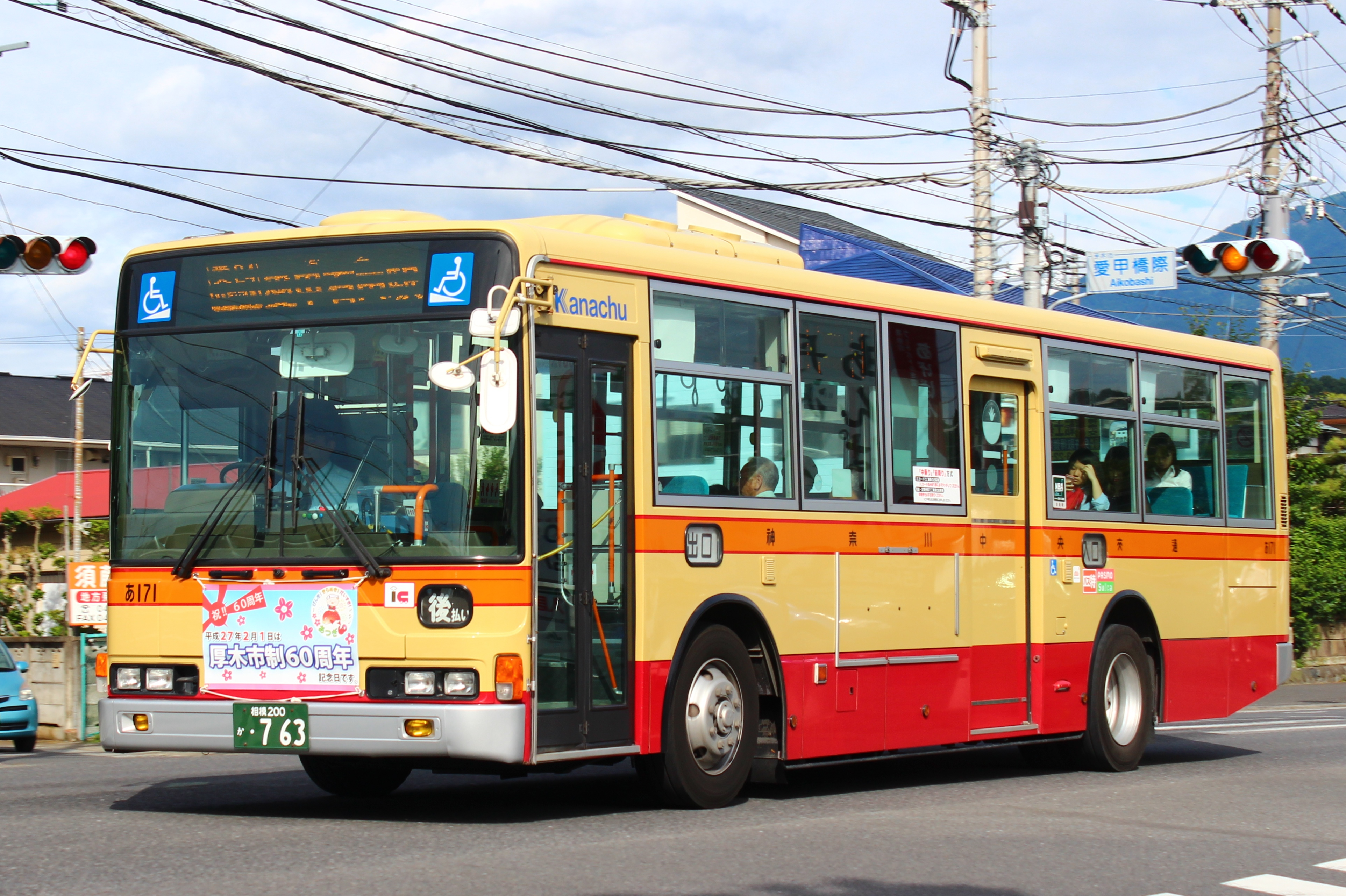
三菱ふそう製ワンステップ車(あ171)
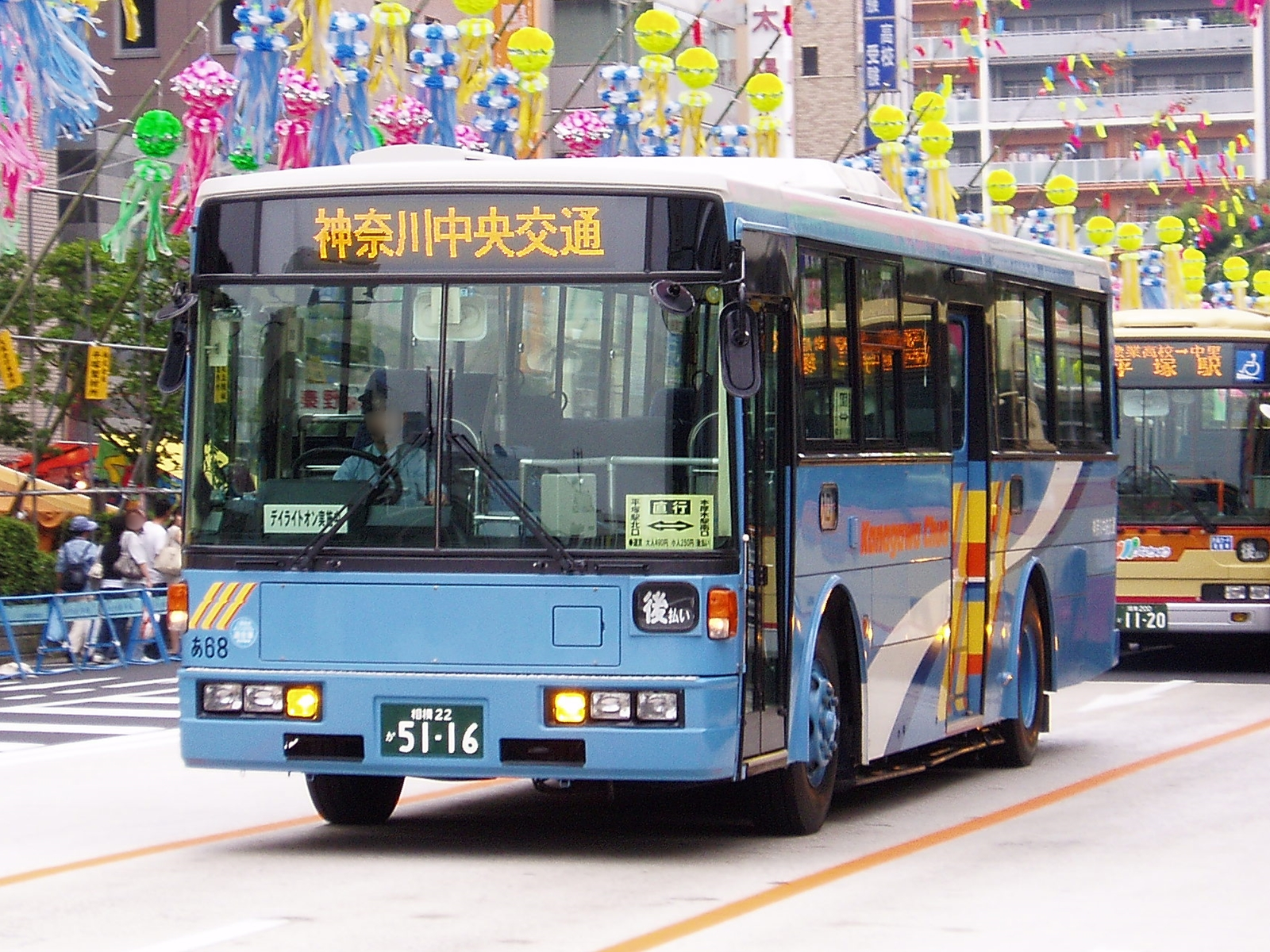
神奈中唯一の日デ製貸切兼用車 (あ68)
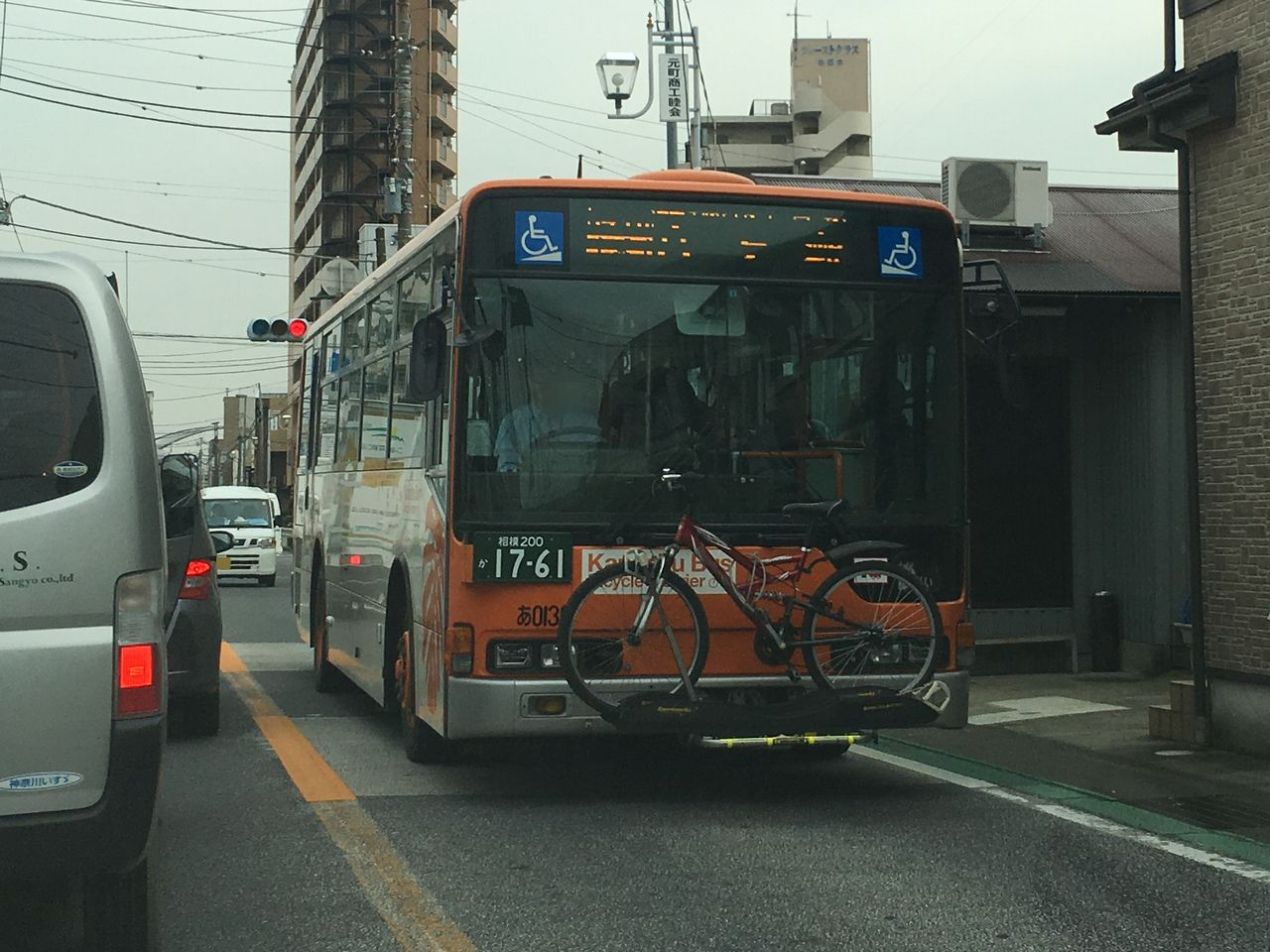
自転車ラックバス (あ0130)
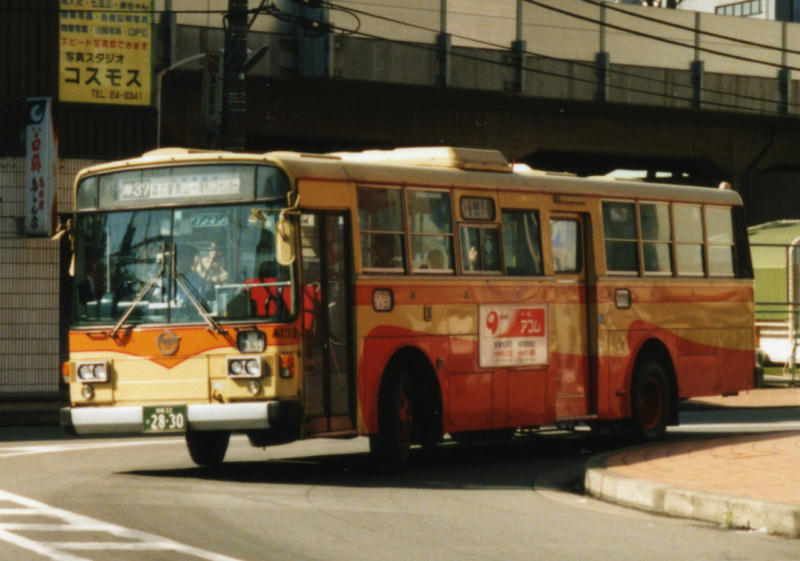
日デ車は厚木に多かった (あ132)
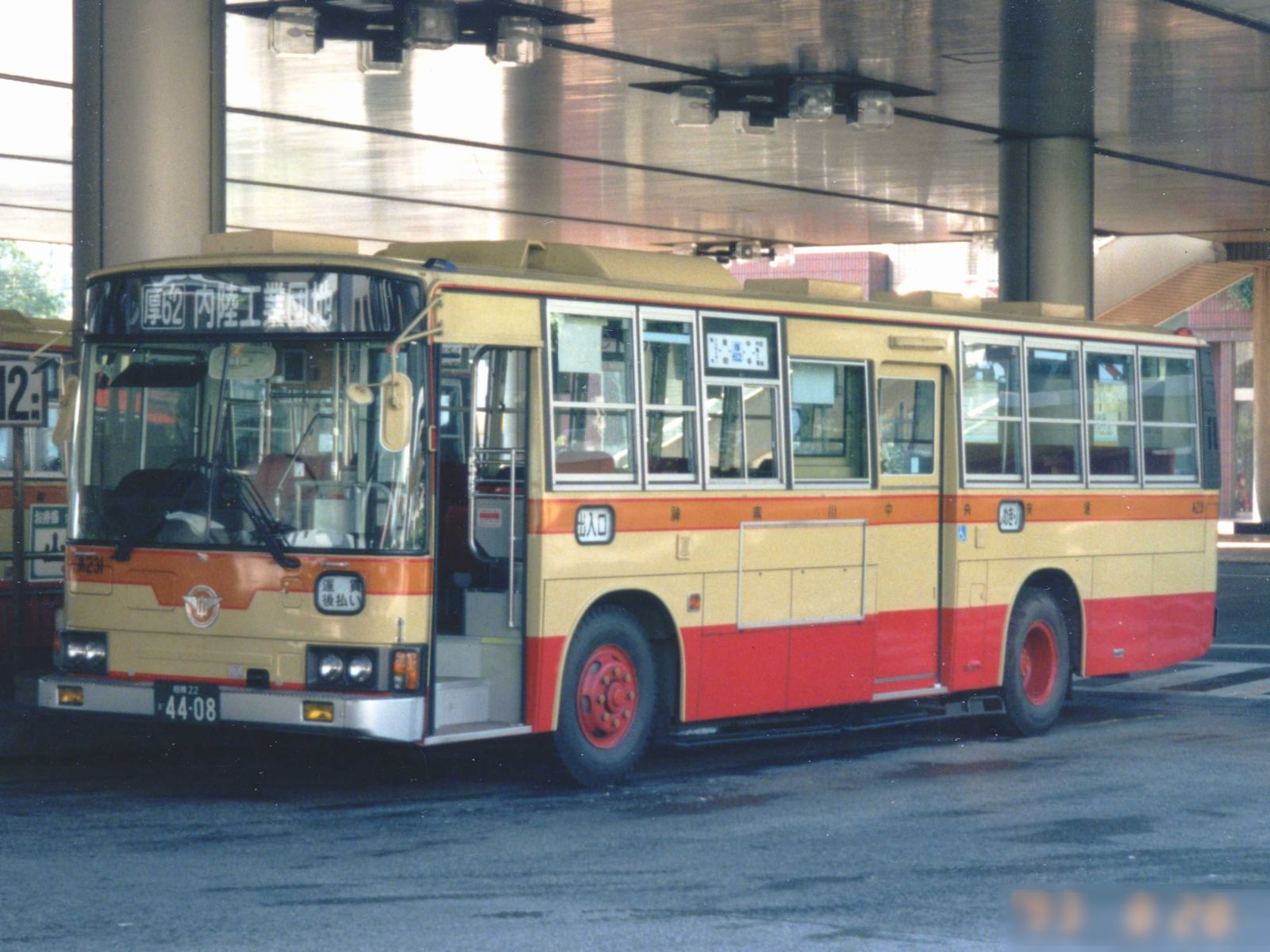
厚木の一般車で最大の番号「あ231」
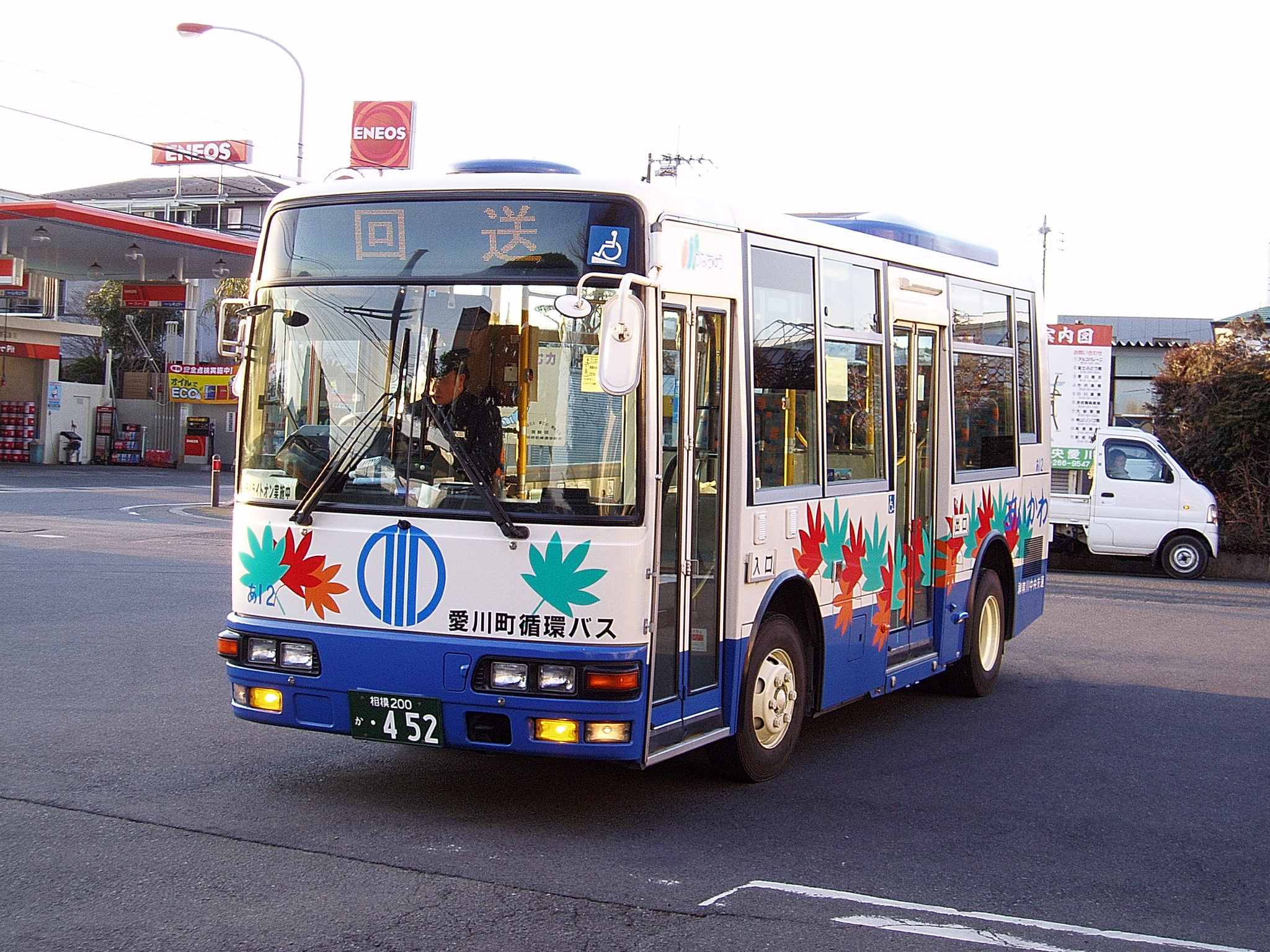
愛川町内循環バス専用車両 (あ12) ※現在は廃車
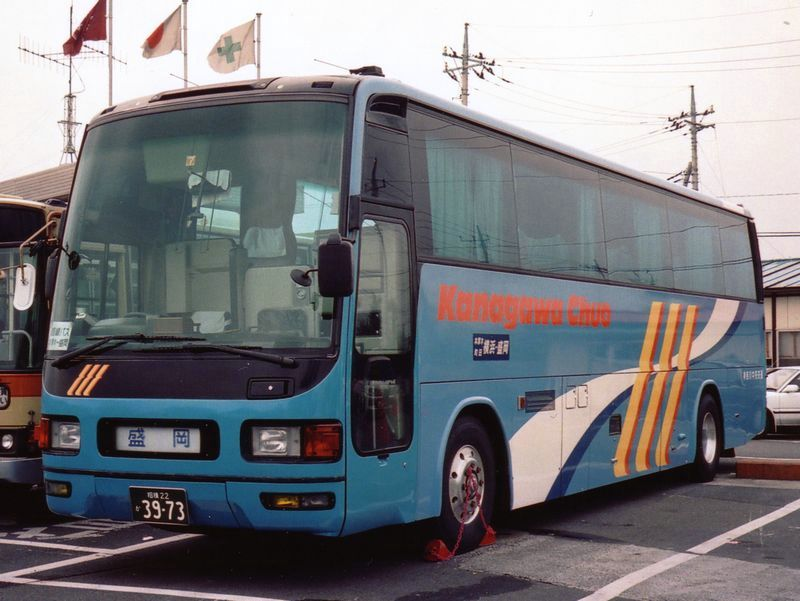
当初の高速車は厚木配置 (あ701)

### あ13
「あ13」という車番は、本営業所でも特徴的な車両に附番される。1994年に導入された、神奈中に在籍する三菱U-MK218Jで唯一の前扉車がこの車番を附番されているほか、2003年に導入された清川村営バス専用のトヨタ・ハイエースもこの車番を名乗っている。

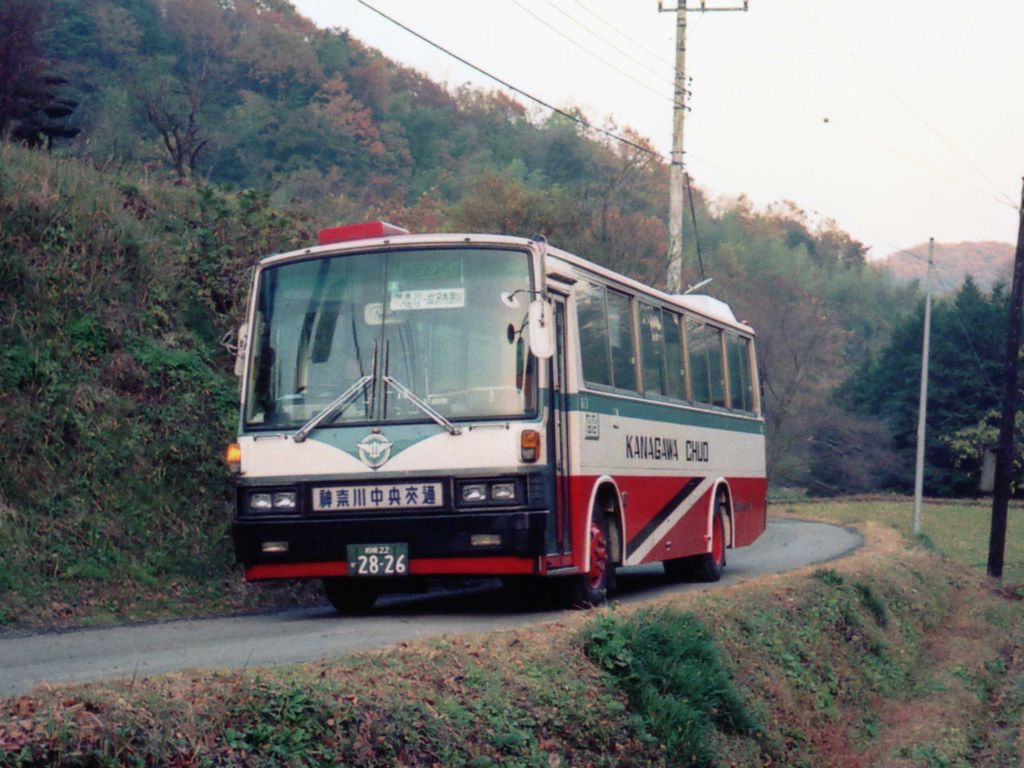
2代目は厚88専用の観光用車両(P-MK116J)
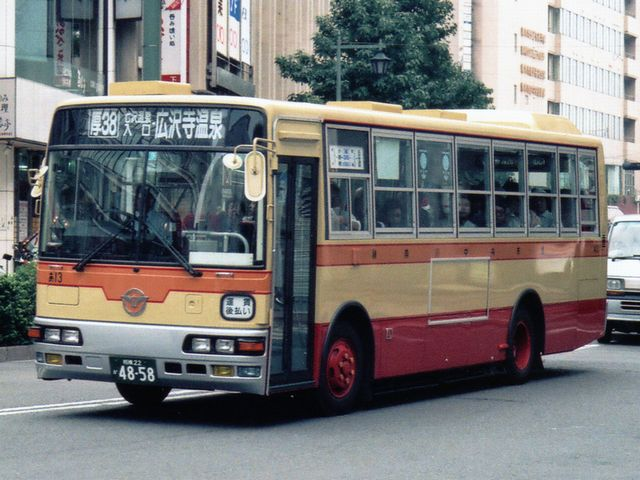
トップドア車が名乗った3代目(U-MK218J)
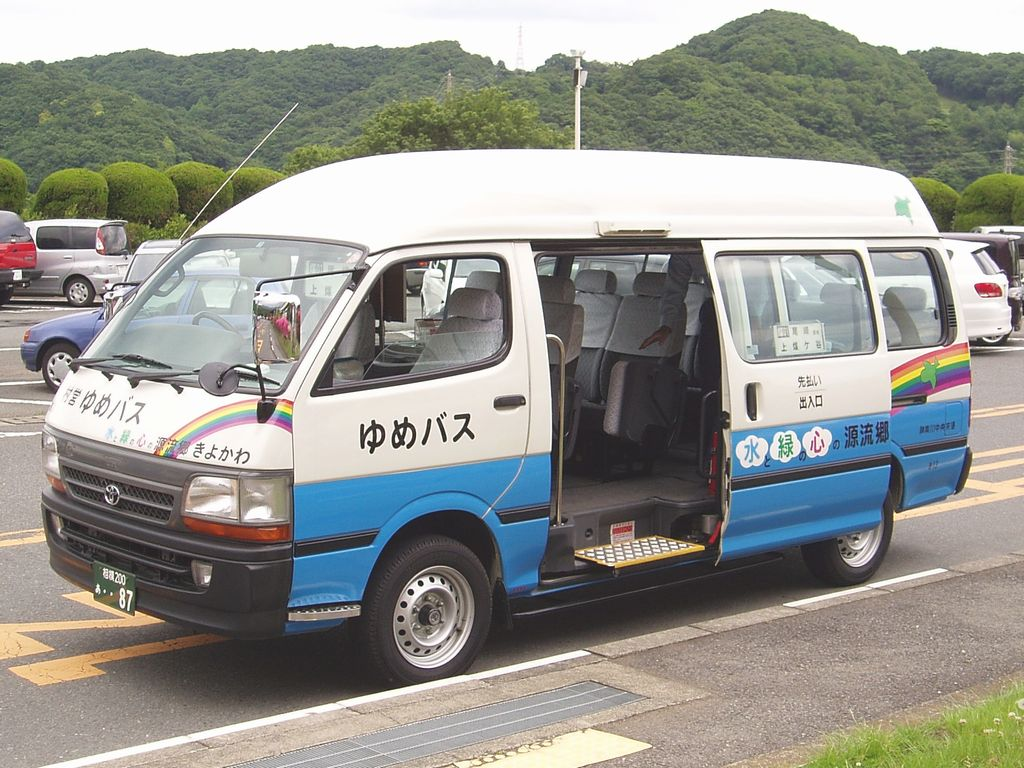
4代目は清川村営バス用車両(GE-RZH125B)
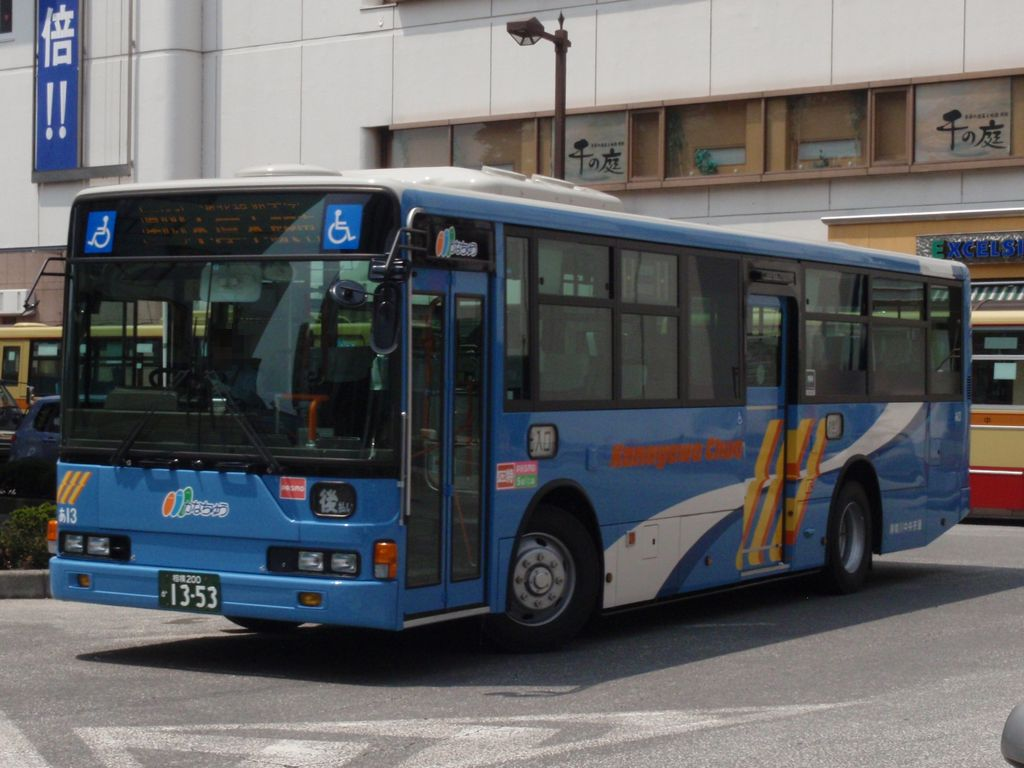
5代目はワンロマ車(PKG-MP35UM)

### 連節バス
2008年2月4日より、厚105にて連接バス4台の運行が開始された。連接バス導入は、神奈川中央交通としては当初茅ヶ崎営業所に配置されていた、湘25（慶應義塾大学湘南藤沢キャンパス線）に続き2例目である。
当初は2005年度に導入が予定されており、この年に厚木市の予算に補助金が計上されていたが、ネオプランのセントロライナーが日本仕様の供給を中止したことから、車種選定を改めて行う必要に迫られた。さらに新しく選定したメルセデス・ベンツのシターロGについても、製造メーカーであるエボバス側の事情で、生産ラインに投入されたのが2007年にずれ込むなど、さまざまな要因により導入が遅れた。
シターロの日本への輸出例は、単車体の車両も含めて初である。導入された車両はイギリス仕様車をベースにしているが、車体幅は2.55mと欧州規格のままになっているほか、非常口についても日本の法規で定められた非常扉は設置されておらず、窓ガラスをハンマーで破って脱出するという、欧州においては一般的な方式で、それぞれ特別認可によって実現した。また、夏季に高温多湿となる日本の環境では、寒冷地であるイギリス仕様のままでは夏季の冷房能力不足が懸念されることから、冷房装置についてはアフリカ向け車両などに使用される熱帯仕様となっている。排出ガス規制はユーロ5に適合している。
定員は130名と一般型路線バスの2倍であるものの、1台あたり7,200万円と高価であるため、政府や厚木市から補助金が交付されている。
当初は厚105のみに使用されていたが、2009年12月24日以降は厚08の急行便にも使用されるようになった。さらに、2011年10月3日からは平日に限り、厚67の一部便にも導入された。

### 三太号

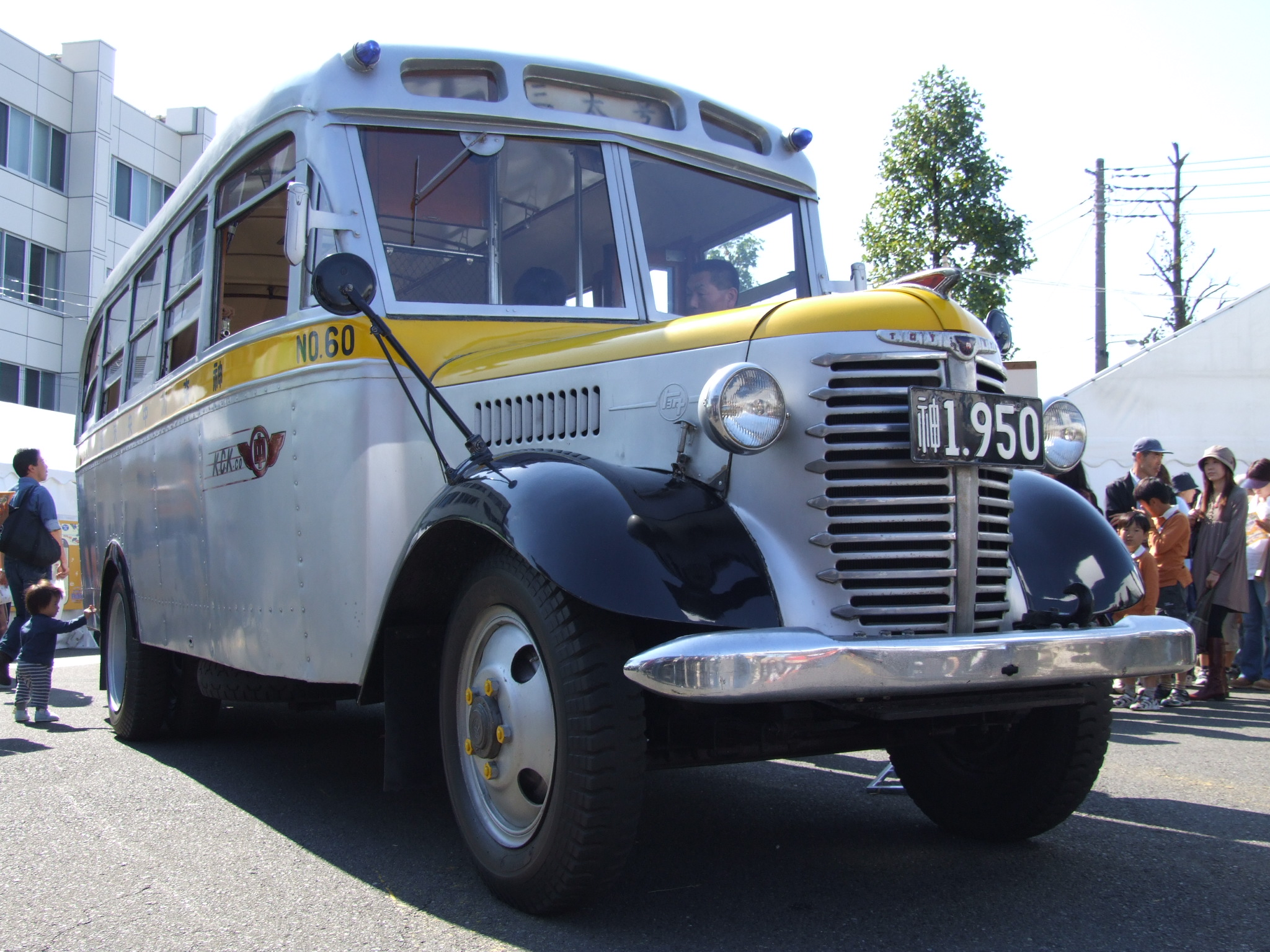
薪バス「三太号」（2007年10月、ファミリー鉄道展にて）

薪バス復元車「三太号」は当営業所で保管されている。

### その他
- 厚59の長尺車では切り返しが必要な箇所があった[23]。標準尺車では切り返しなしで通過可能。
- 1988年5月9日に神奈中バスカードが利用開始となったが、3000円バスカードには宮ヶ瀬虹の大橋を渡る当営業所所属の車両（あ213）がデザインされていた。しかし、実際に当営業所がカード対応になったのは同年9月26日で、カードの図柄になった当営業所の車両でカードが利用できない期間があった。
- 湘南ひらつか七夕まつりの開催期間中に運行される直行便の平塚駅 - 本厚木駅南口間は、当営業所からの車両も応援が入る。